# Krzyż sprzed Pałacu Prezydenckiego w Warszawie

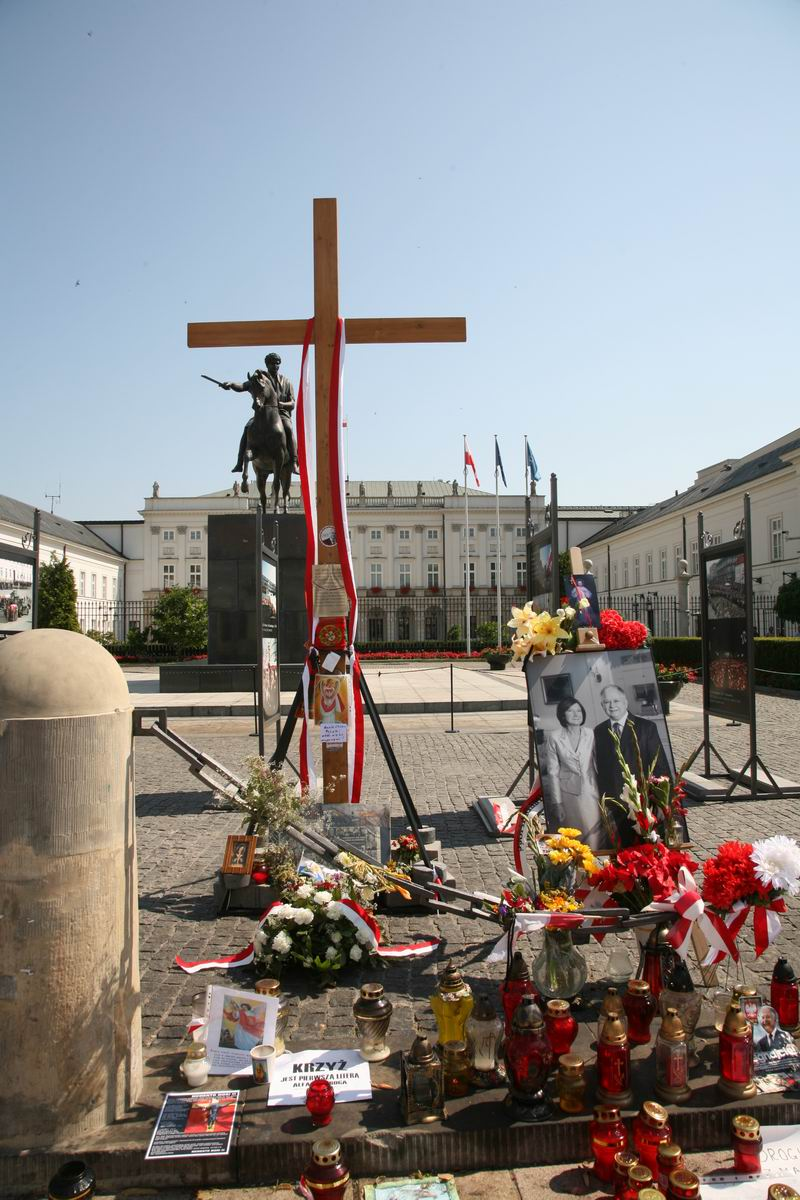
Krzyż przed Pałacem Prezydenckim w Warszawie, 23 lipca 2010

Krzyż sprzed Pałacu Prezydenckiego w Warszawie (tzw. krzyż smoleński) – drewniany krzyż postawiony przed budynkiem Pałacu Prezydenckiego w Warszawie przez działaczy organizacji harcerskich 15 kwietnia 2010, w 5 dni po katastrofie w Smoleńsku dla uczczenia pamięci jej 96 ofiar.
Krzyż stał przy chodniku Krakowskiego Przedmieścia do 16 września 2010, kiedy to został przeniesiony do kaplicy w Pałacu Prezydenckim. Wcześniej, 3 sierpnia 2010, pomimo podpisania porozumienia między Kancelarią Prezydenta RP, Kurią Metropolitalną Warszawską i władzami naczelnymi Związku Harcerstwa Polskiego oraz Związku Harcerstwa Rzeczypospolitej, nie doszło do jego przeniesienia do kościoła Akademickiego św. Anny z powodu oporu grupy osób określających się jako „obrońcy krzyża”. Zarówno przeciwnicy, jak i zwolennicy obecności krzyża przed Pałacem Prezydenckim organizowali własne wiece i manifestacje; drudzy z nich pełnili przed krzyżem całodobowe warty. Krzyż trafił ostatecznie do kościoła św. Anny 10 listopada 2010.
Pozostawienie krzyża przed siedzibą głowy państwa po zakończeniu okresu żałoby narodowej i późniejsze działania wokół jego przeniesienia w inne miejsce doprowadziły do dyskusji społecznej i sporów na tle światopoglądowym oraz politycznym. Konflikt w sprawie krzyża przerodził się z czasem w dyskusję o sposobie i formie upamiętnienia ofiar katastrofy w Smoleńsku, obecności znaku krzyża w przestrzeni publicznej, stosunków na linii państwo – Kościół katolicki oraz sprawności działań organów władzy.

## Ustawienie krzyża przed pałacem

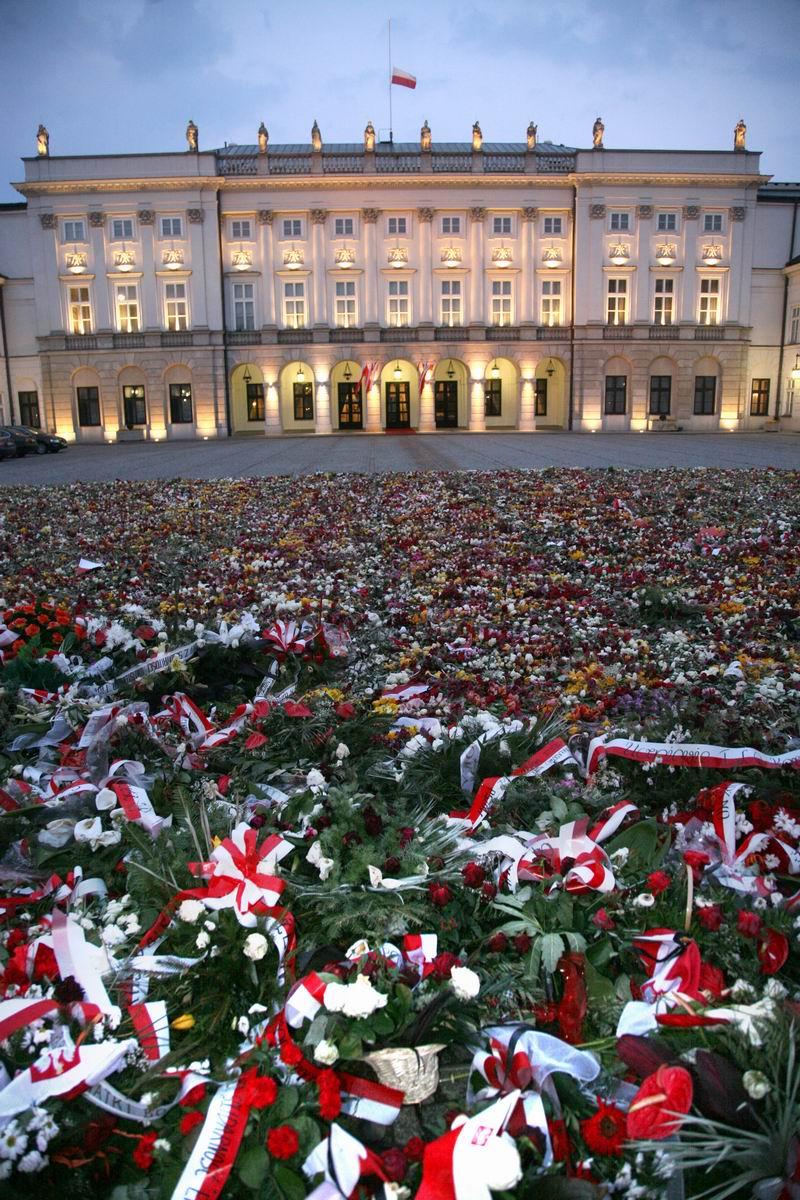
Kwiaty przed pałacem w czasie żałoby narodowej

W katastrofie lotniczej 10 kwietnia 2010 w Smoleńsku zginęło 96 osób, w tym urzędujący prezydent Lech Kaczyński oraz jego małżonka Maria. Śmierć wszystkich pasażerów i członków załogi spowodowała ogłoszenie żałoby narodowej w Polsce, która trwała od 10 do 18 kwietnia 2010. Mieszkańcy Warszawy i innych regionów kraju gromadzili się przed Pałacem Prezydenckim, w którym wystawiono na widok publiczny trumny z ciałami Lecha i Marii Kaczyńskich, aby oddać hołd zmarłej parze prezydenckiej. Przed budynkiem, począwszy od dnia katastrofy, zapalano znicze i składano kwiaty. W okresie żałoby narodowej służbę porządkową, ratowniczą i informacyjną na Krakowskim Przedmieściu w Warszawie pełnili spontanicznie harcerze z wielu drużyn i zastępów.
15 kwietnia 2010 harcerze z różnych związków ruchu skautowego, wchodzący w skład inicjatywy „Polsce i bliźnim”, postawili przed Pałacem Prezydenckim drewniany krzyż łaciński, by promować ideę budowy pomnika przed Pałacem Prezydenckim i przysłużyć się także promocji ideałów ruchu harcerskiego. Już po zakończeniu żałoby do krzyża przybito tabliczkę z napisem: „Ten krzyż to apel harcerzy i harcerek do władz i społeczeństwa o zbudowanie tutaj pomnika”. Miesiąc po katastrofie parlamentarzyści z klubów Prawa i Sprawiedliwości (PiS), Polskiego Stronnictwa Ludowego (PSL), kół poselskich Stronnictwa Demokratycznego i Polski Plus oraz pracownicy Kancelarii Prezydenta RP złożyli kwiaty przed budynkiem pałacu. W kolejnych miesiącach zwyczaj ten był kontynuowany przez członków klubu PiS.

## Początek sporu o lokalizację krzyża
W maju i czerwcu 2010 pozostawiony po dniach żałoby narodowej krzyż dalej znajdował się przy chodniku Krakowskiego Przedmieścia. Przedmiotem zainteresowania społeczeństwa, polityków i mediów stał się na początku lipca 2010, już po zakończeniu II tury wyborów prezydenckich, w której Bronisław Komorowski wygrał z Jarosławem Kaczyńskim.
10 lipca prezydent elekt Bronisław Komorowski, w odpowiedzi na pytanie dziennikarza „Gazety Wyborczej” w wywiadzie prasowym powiedział: „Pałac Prezydencki jest sanktuarium państwa. Krzyż, co było zrozumiałe, postawiono w nastroju żałoby, lecz żałoba minęła i trzeba te sprawy porządkować. Krzyż to symbol religijny, więc zostanie we współdziałaniu z władzami kościelnymi przeniesiony w inne, bardziej odpowiednie miejsce”. Zapowiedź ta wywołała dyskusję w społeczeństwie, w kręgach kościelnych i w środowisku politycznym na temat najodpowiedniejszej lokalizacji tego symbolu religijnego. Pojawiły się różne propozycje jego umiejscowienia.
11 lipca 2010 szef Kancelarii Prezydenta Jacek Michałowski oświadczył, że podejmie rozmowy na ten temat z Warszawską Kurią Metropolitalną. Zapewnił także, iż kancelaria nie podejmie żadnych działań bez konsultacji z Kościołem katolickim. Jako przykładowe miejsca docelowej lokalizacji krzyża, które miałyby nie wzbudzać kontrowersji, wymienił Świątynię Opatrzności Bożej, archikatedrę św. Jana oraz Cmentarz Powązkowski.
Władze kościelne odżegnywały się od konfliktu, twierdząc, że nie są stroną w sporze. Rzecznik kurii warszawskiej ks. Rafał Markowski oznajmił, że decyzja należy do Kancelarii Prezydenta, która administruje terenem, na którym stał krzyż, lub do harcerzy, którzy go tam umieścili. Przedstawiciele organizacji harcerskich wypowiedzieli się, że krzyż od początku miał stać przed pałacem tymczasowo, do czasu zastąpienia go innym, trwałym symbolem. 12 lipca gotowość przyjęcia krzyża, w odpowiedzi na apel harcerzy, wyraził proboszcz Kościoła św. Krzyża.
Sprawa krzyża podzieliła środowisko polityczne. Rzecznik rządu Paweł Graś opowiedział się za „godnym” przeniesieniem krzyża we „właściwe miejsce” w porozumieniu z władzami kościelnymi. Niektórzy przedstawiciele władz PSL wyszli z propozycją, by krzyż umieścić przed głównym wejściem do budynku Sejmu. Sojusz Lewicy Demokratycznej był przeciwny obecności krzyża, symbolu religijnego, przed państwowym urzędem i opowiedział się za jego przeniesieniem w „miejsce kultu”. Przeciw przenoszeniu krzyża opowiedziało się Prawo i Sprawiedliwość. List otwarty z apelem o pozostawienie krzyża wystosował do prezydenta elekta europoseł Zbigniew Ziobro. Prezes PiS Jarosław Kaczyński oświadczył podczas konferencji prasowej, że jeśli prezydent Komorowski usunie krzyż, „będzie zupełnie jasne, kim jest i po której jest stronie w różnego rodzaju sporach dotyczących polskiej historii i polskich powiązań”. Dodał, że krzyż symbolizuje wszystkie ofiary katastrofy i będzie można go przenieść wówczas, gdy w jego miejscu stanie pomnik upamiętniający ofiary. Stwierdził, że jeśli Bronisław Komorowski to odrzuca, „niech ma odwagę jawnie powiedzieć, że jest po tej samej stronie co pan Napieralski, Zapatero itp., a niech nie udaje kogoś innego niż jest”.
14 lipca 2010 Ewa Nekanda-Trepka, stołeczny konserwator zabytków, napisała do szefa Kancelarii Prezydenta Jacka Michałowskiego pismo w sprawie krzyża i wystawy upamiętniającej katastrofę w Smoleńsku na pałacowym dziedzińcu. Stwierdziła w nim, że Pałac Prezydencki i założenie urbanistyczne Krakowskiego Przedmieścia są wpisane do rejestru zabytków i wszelkie ingerencje w ich strukturę wymagają stosownego zezwolenia. Poinformowała, że w przypadku ustawienia krzyża i wystawy zezwolenie takie nie zostało wydane i w związku z tym zaistniały stan rzeczy jest traktowany jako sytuacja tymczasowa, podyktowana wyjątkowymi okolicznościami.
16 lipca 2010 harcerze skupieni w ruchu „Polsce i bliźnim” zaapelowali do polityków i dziennikarzy o niewłączanie kwestii umiejscowienia krzyża postawionego przed Pałacem Prezydenckim w spory polityczne lub działania sprzeczne z duchem wzajemnego szacunku.
Dyskusja wokół lokalizacji drewnianego krzyża i podjęcie tematu przez media wywołały debatę na ten temat w społeczeństwie. Już w połowie lipca pod krzyżem zaczęły regularnie gromadzić się grupy zwolenników pozostawienia go przed Pałacem Prezydenckim, którzy zyskali sobie przydomek tzw. obrońców krzyża. 20 lipca zaciągnęli przed krzyżem pierwszą wartę honorową, których pomysłodawcą był Komitet Katyński. W wartach tych uczestniczyli również górnicy i przedstawiciele diaspory gruzińskiej; rozpoczęły się całonocne czuwania. Komitet Katyński i organizacje społeczne powstałe po katastrofie w Smoleńsku – Ruch Obywatelski „Solidarni 2010” i Stowarzyszenie Rodzin Katyń 2010 – domagały się upamiętnienia ofiar katastrofy w miejscu krzyża pod pałacem. 19 lipca 2010 przeciw obecności krzyża w tym miejscu wystąpili anarchiści ze Stowarzyszenia „Wolność-Równość-Solidarność”, które zebrało 6,5 tys. podpisów pod petycją w sprawie usunięcia go z Krakowskiego Przedmieścia (stowarzyszenie to nie jest wpisane do polskiego rejestru stowarzyszeń).

## Porozumienie w sprawie przeniesienia krzyża
21 lipca 2010 przedstawiciele Kancelarii Prezydenta RP, Kurii Metropolitalnej Warszawskiej, Duszpasterstwa Akademickiego Kościoła św. Anny w Warszawie, władz naczelnych Związku Harcerstwa Polskiego oraz Związku Harcerstwa Rzeczypospolitej podpisali porozumienie, w którym zadecydowali o przeniesieniu krzyża w sposób godny sprzed Pałacu Prezydenckiego do Kościoła Akademickiego św. Anny w Warszawie, „miejsca nieustannej modlitwy za tragicznie zmarłego Pana Prezydenta Lecha Kaczyńskiego, jego Małżonkę oraz wszystkie ofiary katastrofy smoleńskiej”. Strony uzgodniły, że krzyż miał następnie poprowadzić XXX Jubileuszową Warszawską Akademicką Pielgrzymkę Metropolitalną na Jasną Górę, której przesłanie miało brzmieć „Przez Krzyż”. Kuria Metropolitalna oraz Kancelaria Prezydenta poinformowały również, że – w odpowiedzi na prośbę harcerstwa – zobowiązały się do „niezwłocznego podjęcia działań, zmierzających do godnego upamiętnienia ofiar katastrofy”. Harcerze z inicjatywy „Polsce i bliźnim”, którzy postawili krzyż, byli zaskoczeni tym porozumieniem; stwierdzili, że decyzja o przeniesieniu krzyża została podjęta bez ich udziału i że zostali wykluczeni z rozmów. Początkowo w rozmowach uczestniczyli także harcerze ze Stowarzyszenia Harcerstwa Katolickiego „Zawisza”, ale ich organizacja nie podpisała się pod porozumieniem. Według doniesień mediów przedstawiciele władz naczelnych organizacji harcerskich zawierający porozumienie nie wiedzieli o piśmie stołecznego konserwatora zabytków przesłanym do Kancelarii Prezydenta, w którym stwierdzono, że umieszczanie nowych elementów w rejonie Pałacu Prezydenckiego nie jest uzasadnione względami konserwatorskimi; w mediach pojawiły się spekulacje, że to zastrzeżenie konserwatora zabytków może uniemożliwić postawienie pomnika lub tablicy pamiątkowej w rejonie pałacu.
23 lipca 2010 strony porozumienia uzgodniły, że ceremonia przeniesienia krzyża odbędzie się 3 sierpnia o godz. 13.00. Krzyż miał zostać przeniesiony w uroczystej procesji do kościoła św. Anny, w którym miała następnie zostać odprawiona msza święta w intencji ofiar katastrofy i ojczyzny. 5 sierpnia 2010 krzyż miał wziąć udział w pielgrzymce akademickiej do Częstochowy, a po jej zakończeniu miał zostać umieszczony w Kaplicy Loretańskiej kościoła św. Anny, gdzie miał być dostępny dla wszystkich wiernych. 23 lipca pod krzyżem pojawili się zwolennicy Latającego Potwora Spaghetti, którzy przynieśli pod Pałac Prezydencki miski i garnki pełne makaronu oraz słoiki z sosem, a 24 lipca wyznawcy Niewidzialnego Różowego Jednorożca.
27 lipca 2010 członkowie Ruchu Obywatelskiego „Solidarni 2010” i Stowarzyszenia Rodzin Katyń 2010 wystosowali listy otwarte do prezydenta elekta, w których apelowali o pozostawienie krzyża przed Pałacem Prezydenckim do czasu upamiętnienia tam ofiar katastrofy w Smoleńsku. Ruch Obywatelski „Solidarni 2010” pisał o „postawieniu pomnika”, natomiast Stowarzyszenie Rodzin Katyń 2010 postulowało umieszczenie przed pałacem „trwałego znaku pamięci”. „Obrońcy krzyża” zapowiedzieli, że nie odejdą od niego i nie pozwolą na jego przeniesienie. Niektórzy na informacje o jego przeniesieniu reagowali deklaracjami, że „oddadzą życie” za krzyż, dadzą się za niego „pozabijać” i „porozrywać”. 2 sierpnia członkowie komitetu politycznego PiS wydali oświadczenie, w którym stwierdzili, że krzyż po powrocie z pielgrzymki do Częstochowy powinien ponownie znaleźć się przed pałacem do czasu zbudowania tam stałego pomnika ofiar katastrofy.

## Nieudana próba przeniesienia krzyża
| Przebieg głównych wydarzeń | Przebieg głównych wydarzeń |
| -------------------------- | --- |
| 15 kwietnia                | Postawienie krzyża przez harcerzy przed Pałacem Prezydenckim                                                                                         |
| 30 maja                    | Zbiórka harcerzy przed Pałacem Prezydenckim i deklaracja, że ich celem stała się budowa w tym miejscu pomnika                                        |
| 10 lipca                   | Wywiad prezydenta elekta Bronisława Komorowskiego zapowiadający przeniesienie krzyża                                                                 |
| 16 lipca                   | Apel harcerzy o niewłączanie kwestii umiejscowienia krzyża postawionego przed Pałacem Prezydenckim w spory polityczne                                |
| 21 lipca                   | Porozumienie Kancelarii Prezydenta, Kurii Metropolitarnej Warszawskiej i organizacji harcerskich w sprawie przeniesienia krzyża do kościoła św. Anny |
| 3 sierpnia                 | Nieudana próba przeniesienia krzyża do kościoła św. Anny                                                                                             |
| 9 sierpnia                 | „Akcja Krzyż” – demonstracja przeciwników pozostawienia krzyża przed pałacem                                                                         |
| 10 sierpnia                | Demonstracja przeciwników przenoszenia krzyża sprzed pałacu                                                                                          |
| 12 sierpnia                | Odsłonięcie tablicy pamiątkowej na fasadzie Pałacu Prezydenckiego                                                                                    |
| 14 sierpnia                | Czasowe usunięcie „obrońców” sprzed krzyża z powodu obchodów Święta Wojska Polskiego                                                                 |
| 17/18 sierpnia             | Incydenty przed pałacem (oblanie tablicy pamiątkowej, grożenie granatem)                                                                             |
| 10 września                | „Marsz Pamięci” pod Pałac Prezydencki zorganizowany przez przeciwników przenoszenia krzyża                                                           |
| 16 września                | Przeniesienie krzyża do kaplicy Pałacu Prezydenckiego                                                                                                |
| 9 października             | Decyzja o niezabieraniu krzyża na pielgrzymkę rodzin ofiar katastrofy do Smoleńska                                                                   |
| 10 listopada               | Przeniesienie krzyża z kaplicy Pałacu Prezydenckiego do kościoła św. Anny                                                                            |

Jeszcze w nocy 3 sierpnia 2010, w dzień planowanego przeniesienia krzyża do Kościoła św. Anny, teren wokół Pałacu Prezydenckiego został odgrodzony barierkami, co uniemożliwiło osobom postronnym dostanie się w pobliże krzyża. Bezpośrednio przed krzyżem pozostała jednak grupa kilkunastu osób, przebywających tam przez noc. Od godzin porannych przed Pałacem Prezydenckim gromadziło się kilkaset osób. Przeciwnicy przeniesienia krzyża przynieśli ze sobą małe drewniane krzyże oraz transparenty z napisami: „Polsko obudź się!”, „Katyń trwa”, „Czy Bóg tak chciał?”, „Czy zdrajcy i NKWD są tak silni?”, „Witamy w PRL-u”. Śpiewali religijne i patriotyczne pieśni. Przed rozpoczęciem uroczystości kilka osób próbowało przywiązać się do krzyża, w rezultacie czego funkcjonariusze BOR usunęli spod niego dwie osoby. Poza funkcjonariuszami BOR w akcji udział wzięli także funkcjonariusze straży miejskiej, którzy uformowali szpaler wzdłuż barierek. Około godz. 13.00 pod Pałac Prezydencki przybyli duchowni z kościoła św. Anny. W tym czasie doszło do szarpaniny i przepychanek przeciwników przeniesienia krzyża ze strażą miejską. Jeden z funkcjonariuszy został trafiony zniczem w głowę, inny użył gazu łzawiącego przeciwko niektórym uczestnikom zajść. W stronę księży, harcerzy i służb porządkowych skierowane zostały słowa „Hańba!”, „Judasze!”, „Targowica!”, „Zdrajcy!”, „Nie oddamy krzyża”. Grupa osób znajdujących się bezpośrednio przed krzyżem zasłoniła duchownym dojście do niego, modląc się, prosząc i wzywając do pozostawienia go przed pałacem. Wskutek oporu, po kilkunastominutowej wymianie zdań, duchowni zrezygnowali z próby przeniesienia krzyża.
Szef Kancelarii Prezydenta Jacek Michałowski ogłosił, że w celu uniknięcia ewentualnych zamieszek uroczystość przeniesienia krzyża do kościoła św. Anny została odwołana. Tego samego dnia we wspólnym komunikacie Kancelaria Prezydenta, Kuria Metropolitalna Warszawska i organizacje harcerskie wyraziły ubolewanie, że uroczystość nie mogła się odbyć. Stwierdzili, że krzyż „był świadkiem wydarzeń, które nigdy nie powinny mieć miejsca”. Sprzeciwili się „instrumentalizacji i znieważeniu” znaku krzyża oraz używania go do „celów pozareligijnych”. Decyzję o pozostawieniu krzyża argumentowali „poczuciem odpowiedzialności za zgromadzonych oraz szacunkiem dla tego ważnego dla wszystkich symbolu”. Opowiedzieli się za wypracowaniem na drodze dialogu trwałego rozwiązania, stanowiącego godne upamiętnienie ofiar katastrofy w Smoleńsku.
3 sierpnia 2010 krzyż został poświęcony przez ks. Stanisława Małkowskiego, który zaangażował się w jego obronę, poproszony o wsparcie przez przebywające tam osoby. „Obrońcy krzyża” zapowiedzieli pełnienie przed krzyżem całodobowych wart na wypadek kolejnych prób jego przeniesienia. Oświadczyli, że będą się gromadzić przed Pałacem Prezydenckim do czasu otrzymania na piśmie deklaracji o „godnym upamiętnieniu” ofiar katastrofy w tym miejscu. 4 sierpnia 2010 barierki przed pałacem zostały wymienione na stalowy płot, a „obrońcy krzyża” zostali pozbawieni bezpośredniego dostępu do niego.
W reakcji na wydarzenia premier Donald Tusk stwierdził, że Polska nie potrzebuje „awantury i bijatyki o krzyż”. Sprzeciwił się używaniu krzyża „bezpośrednio do polityki”. Dodał, że szansa na rozwiązanie sytuacji może pojawić się po opadnięciu emocji, nie wykluczając przy tym przeprowadzenia w przyszłości „akcji porządkowej”. Rzecznik klubu parlamentarnego PiS Mariusz Błaszczak winą za wywołanie sporu wokół krzyża obarczył prezydenta Bronisława Komorowskiego i urzędników jego kancelarii. Zarzucił mu „brak odpowiedzialności” w tej sprawie i „wciągnięcie w nią Kościoła”. Uznał, że sytuację rozwiązać można w prosty sposób, podejmując decyzję o budowie pomnika ofiar katastrofy przed Pałacem Prezydenckim. Wicemarszałek Sejmu Jerzy Wenderlich z SLD uznał wydarzenia przed pałacem za „porażkę polskiego państwa, które przegrało z fanatyzmem religijnym”. Oskarżył PO i PiS o wspólne wywołanie „wojny religijnej” w kraju i stwierdził, że miejsce dla krzyża nie znajduje się w przestrzeni publicznej, lecz w miejscach do tego przeznaczonych, jak świątynie i kościoły.

## Manifestacje w Warszawie
5 sierpnia 2010 przewodniczący SLD Grzegorz Napieralski zwrócił się z apelem do prezydenta, rządu i parlamentu o przestrzeganie przepisów konstytucji dotyczących bezstronności władz państwowych w kwestiach religijnych oraz gwarantujących wzajemną autonomię i niezależność Kościoła i państwa. 10 sierpnia 2010 SLD zorganizował na Placu Konstytucji w Warszawie wiec w obronie świeckości państwa, w trakcie którego zbierano podpisy pod apelem w tej sprawie.
W sierpniu 2010 Krakowskie Przedmieście na wysokości Pałacu Prezydenckiego było jednym z najczęściej odwiedzanych miejsc w Warszawie. Przed krzyżem całodobowe warty pełnili „obrońcy krzyża”, którzy gromadzili potrzebny im ekwipunek po drugiej stronie ulicy, przy budynku Ministerstwa Kultury. Pod pałac przychodzili zarówno przeciwnicy, jak i zwolennicy przeniesienia krzyża. Przynosili ze sobą różnego rodzaju transparenty i rekwizyty. Przeciwnicy przeniesienia krzyża modlili się i śpiewali pieśni religijne i patriotyczne. Zwolennicy przeniesienia krzyża urządzali przed pałacem happeningi, śpiewali, przychodzili w przebraniach (np. dwie osoby w strojach szturmowców Imperium z cyklu filmów „Gwiezdne wojny”). Nierzadko między dwoma grupami dochodziło do przepychanek, utarczek słownych i wzajemnych wyzwisk. W wielu przypadkach interweniowała straż miejska. Część uczestników zajść zgłaszała na policję doniesienia o „naruszeniu ich nietykalności cielesnej” lub „obrazie uczuć religijnych”.
Wieczorem 9 sierpnia 2010 zwolennicy przeniesienia krzyża, zwołani za pomocą portalu społecznościowego Facebook, zorganizowali pod Pałacem Prezydenckim wiec pod nazwą „Akcja Krzyż”. Wyrażali w nim swój sprzeciw wobec pozostawienia krzyża w tamtym miejscu. Do chwili rozpoczęcia akcji, zorganizowanej przez Dominika Tarasa, kucharza z warszawskiej ASP, poparło ją w internecie ok. 6 tys. użytkowników portalu. Wśród jej uczestników dominowali ludzie młodzi, część z nich miała na sobie rozmaite przebrania, część transparenty z napisami „Precz Krzyżacy”, „Jest krzyż, jest impreza”, „Zburzyć pałac, bo zasłania krzyż”, „Boli mnie w krzyżu”. Według „Gazety Wyborczej” wiec przybrał charakter happeningu i swoistego pikniku, a według „Naszego Dziennika” była to „rozróba pod krzyżem” i nocna zabawa „rozwydrzonego tłumu”, w czasie której padło „dużo nienawistnych, wulgarnych słów, krzyków, wrzasków, gestów świadczących o braku szacunku dla zmarłych i symboli religijnych”. Przebrany za papieża mężczyzna zaczął pozdrawiać z balkonu na jednym z budynków przy Krakowskim Przedmieściu stojące poniżej tłumy, co nagrodzono ogromnymi brawami. Uczestnicy grali na siedząco w piłkę plażową, puszczali bańki mydlane, tworzyli „meksykańską falę”, śpiewali piosenki Maryli Rodowicz, piosenki z bajek dla dzieci i inne. Skandowali „Do kościoła!” i „Spieprzaj dziadu!”, „Legia, Legia!”, „Kto nie skacze, ten za krzyżem!”. W tym czasie zgromadzeni w jego pobliżu „obrońcy krzyża” modlili się i słuchali nadawanych przez radio nabożeństw religijnych. W czasie wiecu doszło do przepychanek między obiema grupami, w tym do bójki na latarni miejskiej. Jednak służby porządkowe interweniowały dopiero po zakończeniu demonstracji. W konsekwencji policja zatrzymała i postawiła różne zarzuty 8 osobom. Dotyczyły one zakłócenia spokoju, niestosowania się do poleceń funkcjonariuszy, zachowań chuligańskich, znieważenia policjanta oraz znieważenia i naruszenia nietykalności cielesnej funkcjonariusza straży miejskiej. 6 osób trafiło do izby wytrzeźwień. Według różnych statystyk w akcji „Krzyż” uczestniczyło od tysiąca do 5 tys. osób.
10 sierpnia 2010 nad ranem, w cztery miesiące po katastrofie w Smoleńsku, wieniec pod krzyżem złożyła delegacja posłów PiS na czele z prezesem Jarosławem Kaczyńskim. Wieczorem tego samego dnia manifestację zorganizowali przeciwnicy przeniesienia krzyża. Poprzedziła ją msza święta w archikatedrze św. Jana w intencji ofiar katastrofy, w czasie której odczytany został apel domagający się wyjaśnienia wszystkich przyczyn katastrofy oraz postawienia przed sądem winnych tej tragedii. Po mszy około tysiąca osób przeszło Krakowskim Przedmieściem przed Pałac Prezydencki, składając wieńce i kwiaty pod krzyżem. W czasie marszu nieśli zapalone pochodnie i duży transparent z napisem „Grupy oporu »Solidarni«”. Na miejscu rozpoczęli modlitwy oraz wznosili okrzyki „Chcemy prawdy!”.

## Spór wokół upamiętnienia ofiar katastrofy

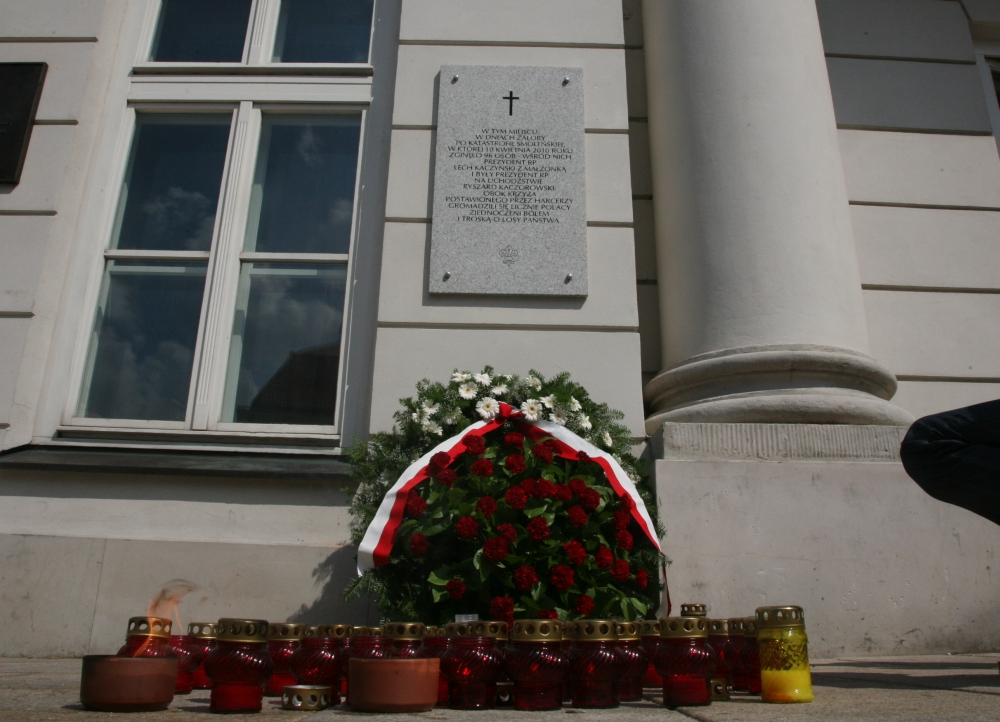
Tablica na ścianie Pałacu Prezydenckiego

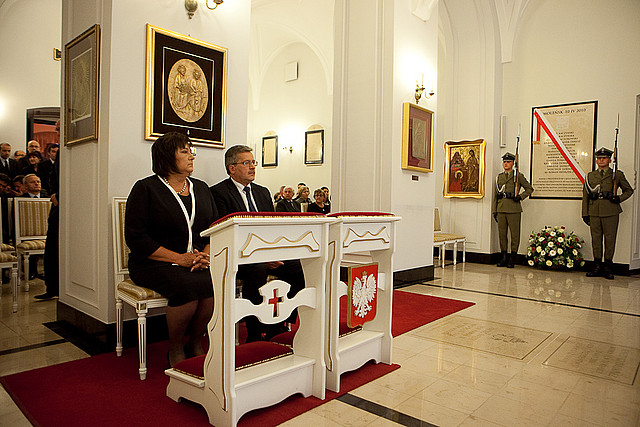
Odsłonięcie tablicy w pałacowej kaplicy

Spór wokół umiejscowienia krzyża postawionego przed pałacem wywołał kolejną dyskusję, dotyczącą formy i miejsca upamiętnienia ofiar katastrofy smoleńskiej, w tym prezydenta Lecha Kaczyńskiego. 5 sierpnia 2010 prezydent Bronisław Komorowski stwierdził, że Lech i Maria Kaczyńscy oraz pracownicy Kancelarii Prezydenta i Biura Bezpieczeństwa Narodowego (BBN) zostaną godnie upamiętnieni w Pałacu Prezydenckim na Krakowskim Przedmieściu. Również porozumienie kancelarii z kurią metropolitalną i harcerzami zakładało „niezwłoczne podjęcie działań, zmierzających do godnego upamiętnienia ofiar katastrofy”.
9 sierpnia 2010 Kancelaria Prezydenta zwróciła się do stołecznego konserwatora zabytków o udzielenie zgody na powieszenie na fasadzie Pałacu Prezydenckiego od strony Krakowskiego Przedmieścia przy Hotelu Bristol tablicy upamiętniającej ofiary katastrofy. 12 sierpnia 2010, zaraz po otrzymaniu oficjalnej decyzji, tablica ta została niezwłocznie zamontowana i w niecałą godzinę później, po godzinie 11.00, oficjalnie odsłonięta. W uroczystości odsłonięcia wzięli udział: duchowny, który dokonał poświęcenia tablicy, wiceprezydent Warszawy Jacek Wojciechowicz, szef Kancelarii Prezydenta Jacek Michałowski oraz żołnierze. Na tablicy, wykonanej z szarego granitu, znalazł się napis: „W tym miejscu w dniach żałoby po katastrofie smoleńskiej, w której zginęło 96 osób, wśród nich prezydent Lech Kaczyński z żoną i były prezydent RP na uchodźstwie Ryszard Kaczorowski, obok krzyża postawionego przez harcerzy gromadzili się licznie Polacy zjednoczeni bólem i troską o losy państwa”. Odsłonięcie tablicy wywołało oburzenie i dezaprobatę przeciwników przeniesienia krzyża. W trakcie uroczystości grupa „obrońców krzyża” skandowała hasło „Hańba! Hańba!”. Zarzucili oni kancelarii, że projekt tablicy nie był konsultowany z tzw. stroną społeczną, a w uroczystości nie uczestniczyły rodziny ofiar oraz ważniejsi przedstawiciele władz państwowych i kościelnych.
Jacek Michałowski pośpiech w odsłonięciu tablicy argumentował zamiarem uniknięcia „gorszących scen” i „eskalacji napięcia”. 7 września 2010 w kaplicy Pałacu Prezydenckiego odsłonięta została natomiast tablica poświęcona pamięci prezydenta Lecha Kaczyńskiego i jego małżonki, prezydenta Ryszarda Kaczorowskiego oraz pracowników Kancelarii Prezydenta i Biura Bezpieczeństwa Narodowego. Kancelaria Prezydenta odsłonięcie obu tablic uznała za realizację zobowiązania prezydenta Bronisława Komorowskiego o „godnym upamiętnieniu” ofiar katastrofy i wyraziła nadzieję, że wobec tego możliwe stanie się wykonanie postanowień porozumienia i przeniesienie krzyża sprzed pałacu do kościoła św. Anny.
Politycy PiS negatywnie zareagowali na odsłonięcie tablicy na fasadzie pałacu. Joachim Brudziński z PiS stwierdził, że „tablica to zdecydowanie za mało”, gdyż „katastrofa w Smoleńsku była tragedią tak ogromną, że ofiary powinny być upamiętnione pomnikiem”. 10 sierpnia 2010 wicemarszałek Sejmu Marek Kuchciński z PiS zaapelował o utworzenie honorowego komitetu budowy pomnika ofiar katastrofy przed Pałacem Prezydenckim, oświadczając, że patronat nad nim zgodziła się objąć Jadwiga Kaczyńska. Plan ustawienia pomnika przed pałacem poparł również prezes PiS Jarosław Kaczyński, który 6 sierpnia 2010 w wywiadzie opublikowanym na stronie internetowej PiS stwierdził, że jego zdaniem za decyzję o usunięciu krzyża sprzed Pałacu Prezydenckiego odpowiedzialny jest w stu procentach prezydent Bronisław Komorowski i że „pamięci o Lechu Kaczyńskim obecna władza boi się jak diabeł święconej wody”. W połowie sierpnia 2010 „obrońcy krzyża” przedstawili projekt „Obelisku wierności ojczyzny” autorstwa Maksymiliana Biskupskiego, który według nich mógłby stanąć przed Pałacem Prezydenckim. Obelisk przedstawiał 96 wzniesionych ku górze rąk, w jego ścianę był wkomponowany krzyż. Projekt zyskał poparcie części rodzin ofiar katastrofy. 17 sierpnia 2010 prezydent Bronisław Komorowski stwierdził, że budowa innego pomnika „przed pomnikiem księcia Poniatowskiego” wydaje się mu „dziwnym pomysłem”, dodając jednak, że ostateczna decyzja należy do konserwatora zabytków i władz miasta.

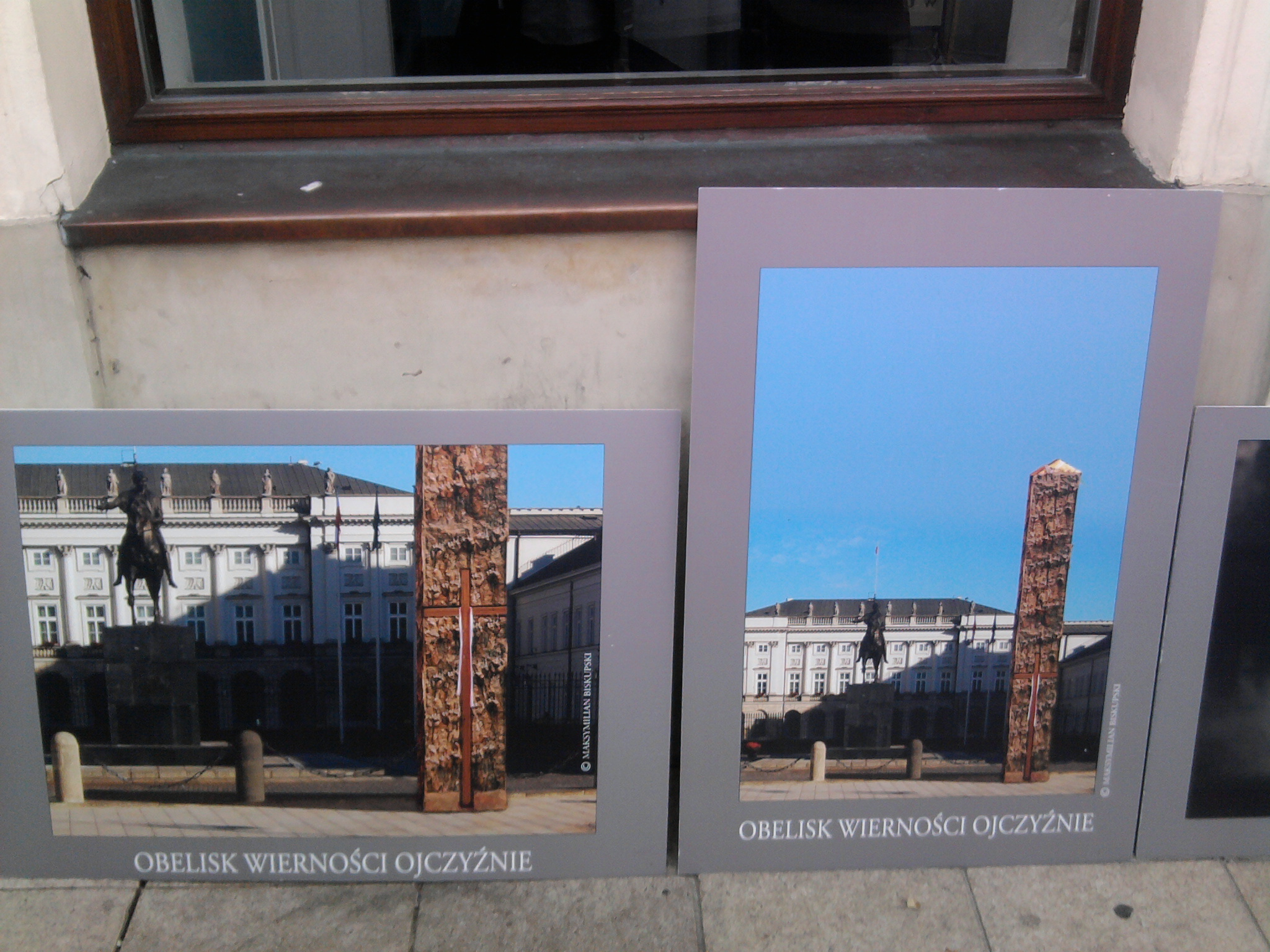
Projekt obelisku upamiętniającego ofiary katastrofy

23 sierpnia 2010 przeciwnicy przeniesienia krzyża wystosowali pismo do Kancelarii Prezydenta, apelując w nim o podjęcie dialogu i działań mających na celu upamiętnienie ofiar katastrofy. Raz jeszcze opowiedzieli się za budową pomnika przed pałacem, którego projekt powinien zostać wyłoniony na drodze międzynarodowego konkursu z udziałem autorytetów ze świata sztuki i kultury.
26 sierpnia 2010 prezydent Warszawy Hanna Gronkiewicz-Waltz stwierdziła podczas sesji rady miasta, że decyzja o budowie pomnika Lecha Kaczyńskiego i innych ofiar katastrofy należy do mieszkańców miasta. W przypadku ich zgody, zadeklarowała gotowość władz miasta do wskazania miejsca do jego wzniesienia. Wykluczyła jednak teren Krakowskiego Przedmieścia. Oświadczyła także, że decyzja o przeniesieniu krzyża do Kościoła św. Anny nie leży w gestii władz miasta, gdyż nie są one stroną porozumienia między Kancelarią Prezydenta a kurią i harcerzami, a miasto nie jest właścicielem terenu, na którym stoi krzyż.
W kolejnych miesiącach pojawiały się nowe propozycje projektów pomników, które mogłyby zostać wzniesione przed Pałacem Prezydenckim. Część z nich zakładała wkomponowanie w nie krzyża postawionego przez harcerzy. Powstał projekt budowy niskiej, lekko pochylonej płyty ze szczeliną w środku i leżącym w niej krzyżem czy projekt budowy „otwartego grobu” z dwustronnym zejściem w dół i krzyżem wbudowanym w jedną z jego ścian.

## Stanowisko władz kościelnych
12 sierpnia 2010 Prezydium Konferencji Episkopatu Polski oraz metropolita warszawski abp Kazimierz Nycz wydali wspólne oświadczenie. Stwierdzili w nim, że teren przed Pałacem Prezydenckim stał się miejscem „gorszących manifestacji”, a krzyż stał się „narzędziem politycznego przetargu i niemym świadkiem słów pełnych nienawiści i zacietrzewienia”. Uznali, że nagłaśniany w mediach spór stał się tematem zastępczym dla klasy politycznej. Zaapelowali, „aby krzyż przestał być traktowany jako narzędzie w sporze politycznym”, a modlącym się przed krzyżem zwrócili uwagę, że stali się „politycznym punktem przetargowym stron konfliktu”. Opowiedzieli się za przeniesieniem krzyża do kościoła św. Anny „po decyzji władz o uczczeniu pamięci ofiar katastrofy smoleńskiej”. Poparli także podjęcie konsultacji społecznych w sprawie wzniesienia pomnika ofiar katastrofy. Podkreślili jednocześnie, że Konstytucja RP zapewnia także „swobodę wyrażania przekonań religijnych w życiu publicznym”. Z tego powodu sprzeciwili się „agresywnemu laicyzmowi” oraz zaapelowali do rządu o „zagwarantowanie obecności chrześcijańskich symboli w przestrzeniach publicznych”.
15 sierpnia 2010 prymas Polski abp Józef Kowalczyk w homilii wygłoszonej na Jasnej Górze nawiązał do katastrofy w Smoleńsku i sporu o krzyż upamiętniający ofiary katastrofy. Abp Kowalczyk modlił się do Matki Boskiej następującymi słowami: „Proszę zarazem, za wstawiennictwem Matki Bożej Wniebowziętej, Matki Bożej Zielnej, o dar mądrości dla nas wszystkich, abyśmy ten klimat żałoby i budującego wszystkich solidarnego szacunku dla ofiar tragedii, nie zaciemniali i nie przesłonili jakimś dziwnym przetargiem i nieporozumieniem, wykorzystując w tym wszystkim krzyż – znak zbawienia – jako narzędzie przetargu w charakterze jakiegoś zakładnika, o czym tak dobitnie wypowiedziało się Prezydium Konferencji Episkopatu Polski w imieniu całej Konferencji Episkopatu”. 25 sierpnia 2010 zebrana w tym samym miejscu Rada Biskupów Diecezjalnych zwróciła się z prośbą, „by w sporze politycznym, którego zakładnikiem stał się krzyż, oddzielić sprawę samego krzyża od słusznego postulatu upamiętnienia wszystkich ofiar smoleńskiej katastrofy godnym pomnikiem”. Biskupi zaapelowali do prezydenta, marszałków Sejmu i Senatu, premiera, prezydenta Warszawy i przewodniczących partii politycznych koalicyjnych i opozycyjnych o powołanie Komitetu i powierzenie mu sprawy miejsca i formy upamiętnienia w Warszawie ofiar katastrofy smoleńskiej. Biskupi stwierdzili również, iż „krzyż nie powinien nigdy dzielić, ani być narzędziem używanym dla osiągania najszczytniejszych nawet ludzkich celów”. 27 sierpnia 2010 metropolita krakowski kardynał Stanisław Dziwisz podtrzymał stanowisko, że krzyż sprzed Pałacu Prezydenckiego powinien zostać przeniesiony, gdyż w miejscu, w którym stał, był bezczeszczony. 14 września 2010 ks. Stanisław Małkowski, który od sierpnia uczestniczył w modlitwach przed krzyżem, został wezwany do kurii warszawskiej, gdzie zakomunikowano mu, że ma zakaz odprawiania nabożeństw i modlitwy w tym miejscu; zaniechał on obecności przed Pałacem Prezydenckim, by nie okazywać nieposłuszeństwa swojemu zwierzchnikowi, abp. Kazimierzowi Nyczowi.

## Sytuacja wokół krzyża na przełomie sierpnia i września

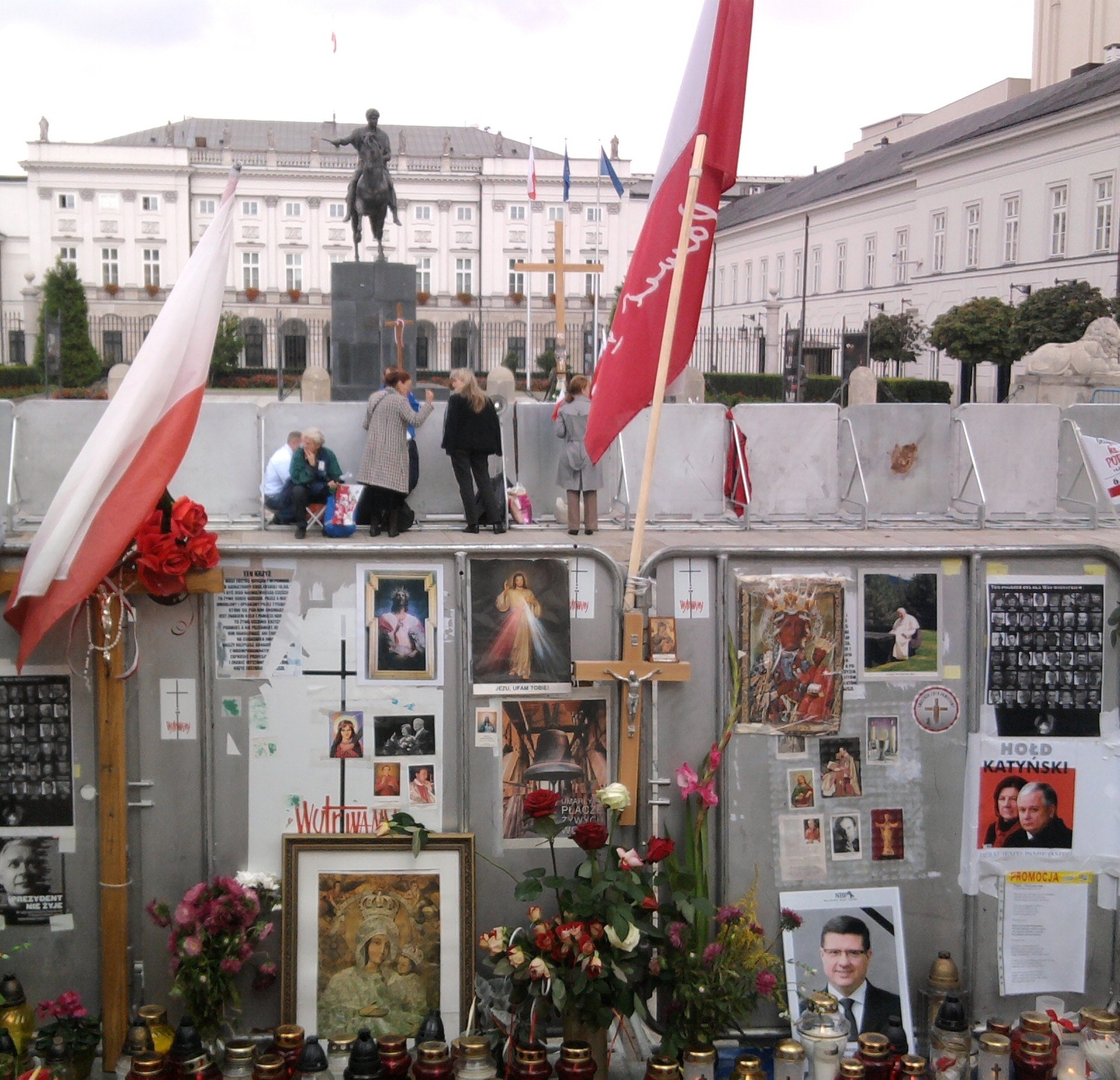
Krakowskie Przedmieście na wysokości Pałacu Prezydenckiego

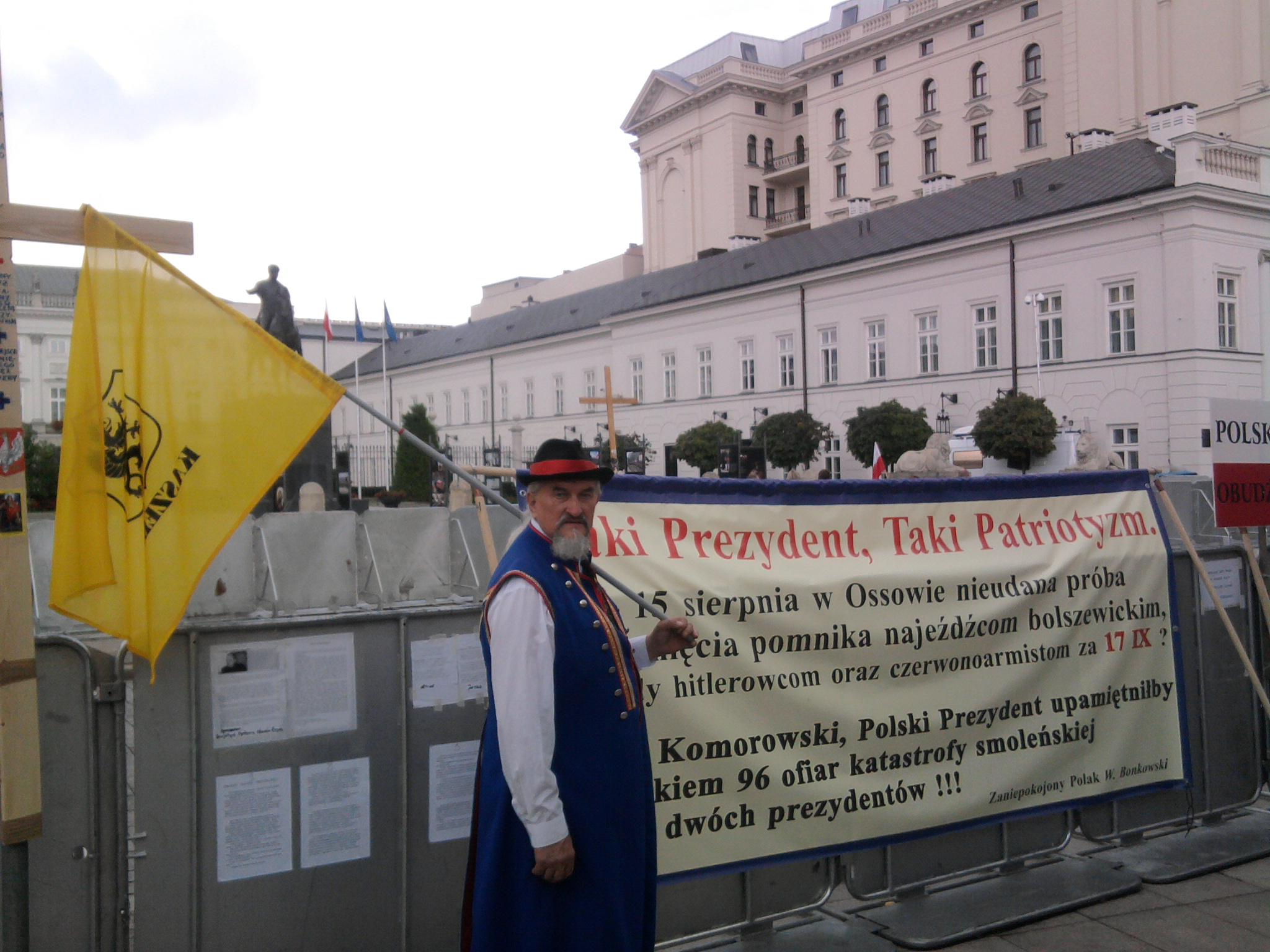
Obrońca krzyża z Kaszub

14 sierpnia 2010, w przeddzień Święta Wojska Polskiego, policja usunęła sprzed Pałacu Prezydenckiego grupę „obrońców krzyża” z powodu planowanych uroczystości państwowych. W kolejnych dniach wrócili oni pod krzyż, choć dalej ze względu na metalowe ogrodzenie nie mieli do niego bezpośredniego dostępu. 17 sierpnia 2010 policja zatrzymała 71-letniego mieszkańca Lubelszczyzny, który rzucił słoikiem z fekaliami w tablicę upamiętniającą ofiary katastrofy na fasadzie Pałacu Prezydenckiego. Postawiono mu zarzut „naruszenia miejsca czci”, lecz w późniejszym okresie sprawa została umorzona z powodu niepoczytalności sprawcy. Następnego dnia służby porządkowe zatrzymały mężczyznę grożącego detonacją granatu grupie osób modlących się pod krzyżem. Został on szybko obezwładniony, posiadany przez niego granat obronny F-1 okazał się być rozbrojonym. 23 sierpnia 2010 pijany 44-latek wywołał w pobliżu Pałacu Prezydenckiego alarm, dzwoniąc kilkakrotnie pod numer alarmowy z fałszywą informacją o podłożonej bombie.
Na początku września władze Warszawy poinformowały, że na utrzymanie porządku i bezpieczeństwa przed Pałacem Prezydenckim wydały w sierpniu milion złotych. Na koszty te złożyły się m.in. wynagrodzenia dla funkcjonariuszy służb mundurowych oraz wydatki na sprzątanie terenu. Prezydent miasta Hanna Gronkiewicz-Waltz stwierdziła również, że miasto, mając na uwadze obowiązujące przepisy prawne, nie zamierza usuwać siłą ani karać mandatami osób przebywających pod krzyżem, gdyż w konsekwencji mogłoby przegrać w sądzie sprawy o odszkodowania. Decyzję tę wyjaśniała „bardzo liberalnym” prawem dotyczącym zgromadzeń publicznych, pozwalającym uznać niemal każdy protest za w pełni legalną „manifestację spontaniczną”.
1 września 2010 do sprawy krzyża przed Pałacem Prezydenckim odniósł się w „Liście do członków PiS” prezes Jarosław Kaczyński. Przypisywanie mu inspirowania akcji obrony krzyża uznał za atak na jego partię. Z szacunkiem odniósł się jednak do „obrońców krzyża” i potępił akty „wulgarnej agresji” skierowane przeciwko nim oraz przypadki profanacji krzyża. Władzom państwowym i stołecznym zarzucił niereagowanie na „łamanie prawa i elementarnych reguł kultury”. Stwierdził, że PiS jako partia polityczna, nie jest zaangażowane w spór.
10 września 2010, w pięć miesięcy po katastrofie, delegacja członków PiS na czele z Jarosławem Kaczyńskim po raz kolejny złożyła kwiaty pod krzyżem przed Pałacem Prezydenckim. W jego pobliże politycy dostali się dopiero poprzez biuro przepustek Kancelarii Prezydenta. Wcześniej podeszli do barierek odgradzających krzyż, domagając się umożliwienia im przejścia, co wywołało spontaniczne okrzyki poparcia ze strony otaczającego ich tłumu przeciwników przenoszenia krzyża. Słychać było hasła „Usuńcie barierki!”, „Jarosław, Jarosław!” oraz „Polska jest tutaj!”. Przewodniczący klubu parlamentarnego PiS Mariusz Błaszczak oskarżył Kancelarię Prezydenta o próbę uniemożliwienia złożenia kwiatów. Kancelaria wyjaśniała, że zapraszała delegację posłów PiS do złożenia kwiatów przed tablicą w pałacowej kaplicy, jednak spotkała się z odmową.
Wieczorem 10 września około 2 tysięcy osób wzięło udział w „Marszu Pamięci” ku czci ofiar katastrofy. Wcześniej w archikatedrze św. Jana odbyła się msza święta. Uczestnicy przemaszerowali przed krzyż, gdzie złożyli kwiaty i znicze. W trakcie marszu nieśli pochodnie, flagi narodowe oraz transparenty z napisami: „Czekamy na pomnik ofiar katastrofy smoleńskiej”, „Piąty miesiąc mija. Czy to Polska czy Rossija”. Pod krzyżem odśpiewali hymn państwowy, a część wznosiła okrzyki: „Krzyże do góry, różańce w dłoń. Bolszewika goń, goń, goń”. W marszu uczestniczyli także członkowie PiS, w tym prezes Jarosław Kaczyński. Przebywając przed Pałacem Prezydenckim, zaapelował do prezydenta Bronisława Komorowskiego o podjęcie działań w celu zakończenia z honorem zaistniałej sytuacji. Zaznaczył przy tym, że „sprawa krzyża musi być załatwiona razem z Kościołem”. Marsz porównał do manifestacji z lat 80. oraz marca roku 1968. Przed Pałacem Prezydenckim zgromadzili się również zwolennicy przeniesienia krzyża, którzy skandowali własne hasła: „Jest krzyż, jest impreza”, „Inkwizycja!”. Według policji pomiędzy dwiema grupami doszło do kilku drobnych incydentów.

## Przeniesienie krzyża do kaplicy pałacu

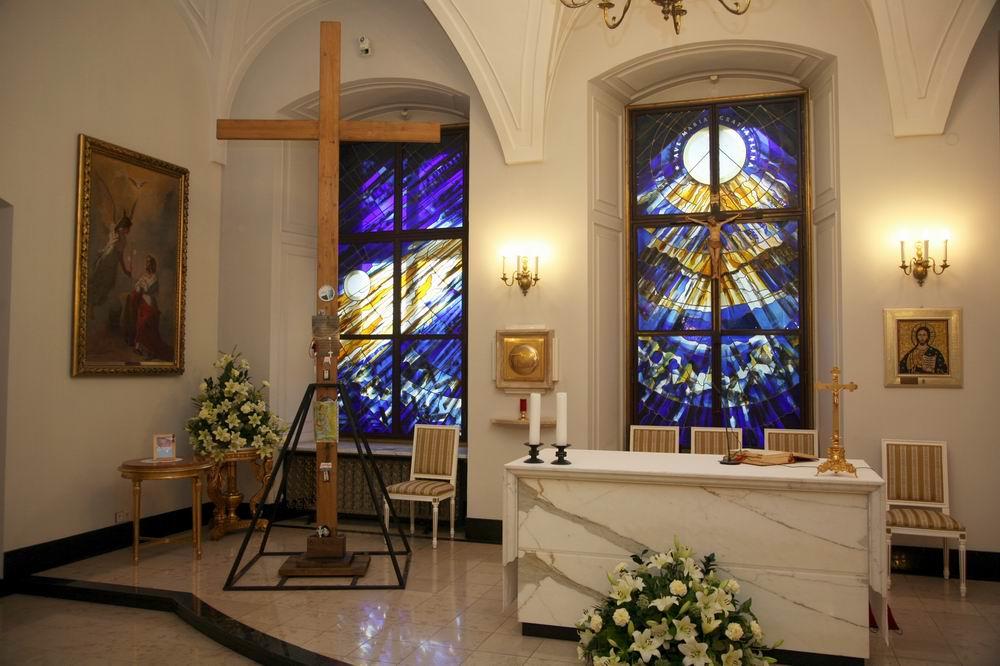
Krzyż po przeniesieniu do kaplicy Pałacu Prezydenckiego, 16 września 2010

16 września 2010 około godziny 8.00, bez wcześniejszych zapowiedzi, krzyż sprzed Pałacu Prezydenckiego został przeniesiony do wnętrza pałacowej kaplicy. Przeniesienie krzyża odbyło się bez asysty duchowieństwa. Zostało dokonane przez szefa Kancelarii Prezydenta Jacka Michałowskiego oraz 4 funkcjonariuszy Biura Ochrony Rządu (BOR).
Jacek Michałowski poinformował, że krzyż został ustawiony w kaplicy w pobliżu tablicy upamiętniającej prezydenta oraz pracowników kancelarii i BBN. Miał tam czekać na „dogodny moment” realizacji postanowień porozumienia zawartego 21 lipca 2010 między Kancelarią Prezydenta a Kurią Metropolitalną Warszawską i organizacjami harcerskimi. Jak wyjaśniał, miała to być chwila, kiedy władze kościelne byłyby gotowe na przyjęcie krzyża w kościele św. Anny. Oznajmił, że prezydent Bronisław Komorowski wiedział i zaaprobował tę decyzję. O decyzji zostali również poinformowani poprzedniego dnia premier Donald Tusk, marszałek Sejmu Grzegorz Schetyna oraz prezydent Warszawy Hanna Gronkiewicz-Waltz. Stwierdził, że decyzja o przeniesieniu krzyża do kaplicy była „niezależną decyzją Kancelarii Prezydenta”, a data jej wykonania nie miała specjalnego uzasadnienia. Jej podjęcie uzasadniał natomiast przekonaniem, że urzędnicy kancelarii „poczuli, że są już z tym problemem zupełnie sami”. W wydanym komunikacie Kancelaria Prezydenta wyjaśniała, że „trwanie dotychczasowego stanu rzeczy godziło w autorytet państwa i Kościoła i raniło uczucia religijne wielu Polaków”, gdyż „krzyż stał się zakładnikiem gry politycznej i sporów światopoglądowych pomimo apeli biskupów o przeniesienie go w godne miejsce”.
Prezydent Bronisław Komorowski stwierdził, że dalsze pozostawianie krzyża przed pałacem „groziłoby daleko idącymi stratami dla autorytetu państwa” oraz Kościoła, a także zwiększałoby „dyskomfort zdecydowanej większości ludzi wierzących”. Dodał, że wokół krzyża toczona była „gra polityczna” i dochodziło do „zachowań uwłaczających jego godności”. Oświadczył, że decyzja o trwałym upamiętnieniu ofiar katastrofy powinna być uzależniona od opinii ich rodzin. Premier Donald Tusk stwierdził, że decyzja o przeniesieniu krzyża była „dobra i oczekiwana przez wielu Polaków i warszawiaków, gdyż krzyż i to miejsce stało się pretekstem, by tworzyć konflikt”. W nawiązaniu do formy jego przeniesienia powiedział, że były to działania „racjonalne”, gdyż w kwestii tej potrzebny był spokój i porządek, a nie „kolejne widowisko”.
Kuria Metropolitalna Warszawska w wydanym oświadczeniu stwierdziła, że przeniesienie krzyża do kaplicy prezydenckiej stanowi realizację porozumienia z Kancelarią Prezydenta i harcerzami z 21 lipca oraz odnosi się do komunikatu Rady Biskupów Diecezjalnych z 25 sierpnia o oddzieleniu sprawy krzyża od postulatu upamiętnienia ofiar katastrofy w Smoleńsku. Kuria informowała, że krzyż trafi ostatecznie do Kaplicy Loretańskiej kościoła św. Anny. Dodatkowo abp Kazimierz Nycz zwrócił się do duchowieństwa z prośbą o odprawienie we wszystkich kościołach nabożeństw ekspiacyjnych „za wszelkie zniewagi i wszystkie akty nieuszanowania znaku Krzyża i zlekceważenia Mądrości Krzyża, jakich dopuszczono się w Ojczyźnie”. Kanclerz kurii ks. Grzegorz Kalwarczyk stwierdził, że „kaplica w Pałacu Prezydenckim jest godnym miejscem dla krzyża”. Rzecznik Konferencji Episkopatu Polski poinformował, że Kościół nie został zawiadomiony o planach przeniesienia krzyża do kaplicy, wyrażając równocześnie zastrzeżenia co do formy, w jakiej się to odbyło.
Politycy PiS skrytykowali „usunięcie krzyża z Krakowskiego Przedmieścia”. Wiceprzewodnicząca PiS Beata Szydło nazwała działanie władz skandalicznym. Uznała je za złamanie umowy z kurią i harcerstwem. Stwierdziła, że nie prowadzi ono do rozwiązania problemu. Poseł Antoni Macierewicz przyrównał tę decyzję do usuwania krzyży ze szkolnych sal i obrazu Matki Boskiej z ram w okresie komunizmu. Członkowie SLD wyrazili zadowolenie z przeniesienia krzyża. Poseł Bartosz Arłukowicz podkreślił, że krzyż „nie może być orężem walki politycznej”, a jego miejsce jest w jednej z warszawskich świątyń. Dodał, że sprawa krzyża stanowiła temat zastępczy wobec najważniejszych problemów w kraju. Wicemarszałek Sejmu Jerzy Wenderlich z SLD zarzucił władzy zbyt późne działanie, stanowiące dowód na bezradność rządu.
Osoby przebywające w pobliżu krzyża zareagowały modlitwą na jego przeniesienie, część z nich jeszcze spała. Relacjonowali, że z pałacu wyszli „ludzie w mundurach” i zabrali ze sobą krzyż. Decyzję tę ocenili krytycznie. Przedstawiciel Społecznej Inicjatywy Obrońców Krzyża wyraził oburzenie, że nikt nie zawiadomił ich o decyzji i że „nikt nie rozmawiał ze społeczeństwem”. Oświadczył, że członkowie inicjatywy będą zbierać się i modlić pod Pałacem Prezydenckim do czasu zbudowania tam pomnika. „Obrońcy krzyża” zagrozili złożeniem pozwu do sądu przeciw Jackowi Michałowskiemu pod zarzutem „kradzieży krzyża”. Rodziny ofiar katastrofy w Smoleńsku zajęły różne stanowiska w sprawie przeniesienia krzyża do kaplicy prezydenckiej. Część rodzin pochwaliła tę decyzję, a część skrytykowała działania władz.

## Sytuacja po przeniesieniu krzyża do kaplicy

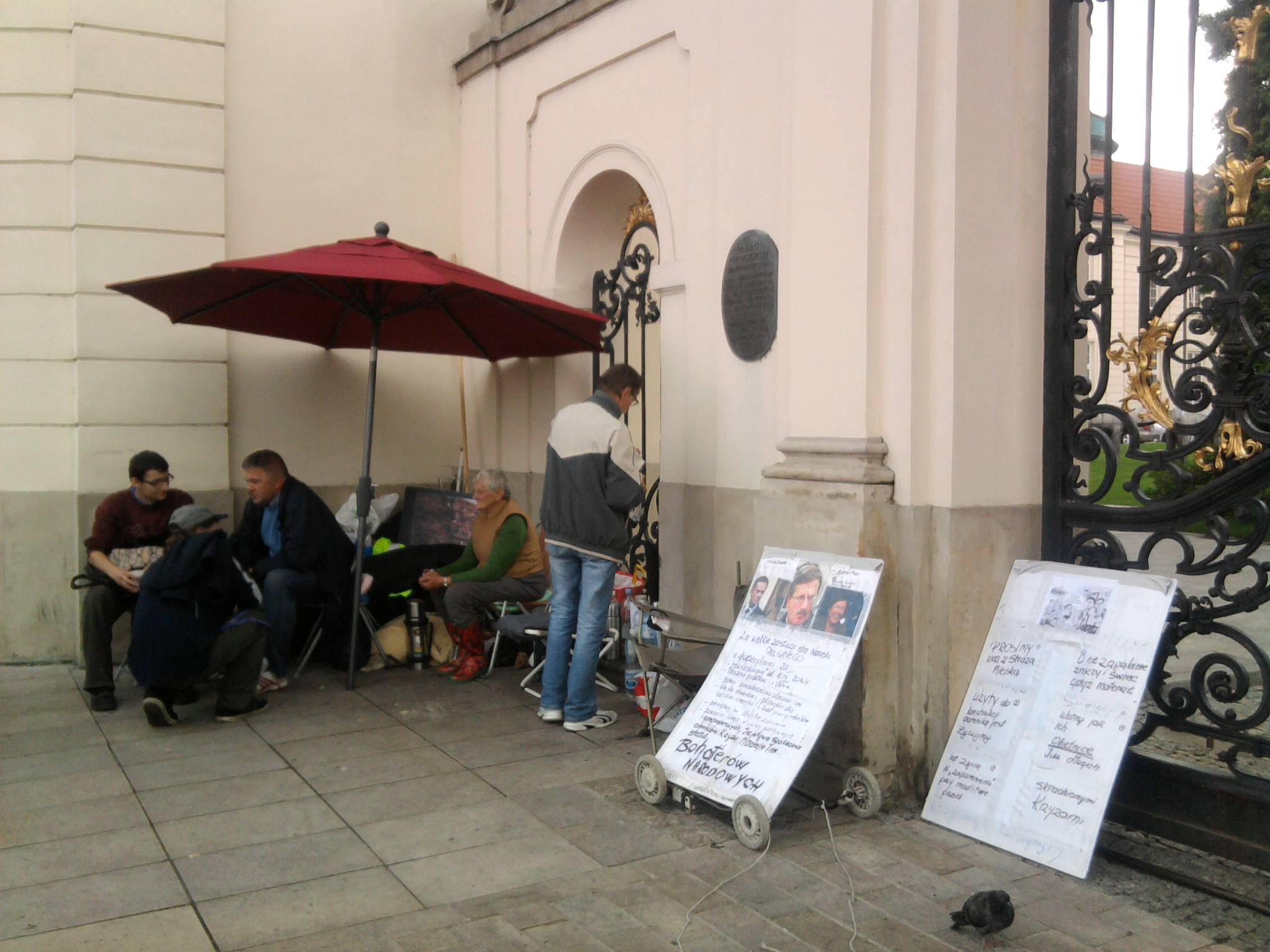
Obozowisko „obrońców krzyża” przy bramie Ministerstwa Kultury

Wkrótce po przeniesieniu krzyża do kaplicy jego „obrońcy” zmuszeni byli na polecenie straży miejskiej usunąć należące do nich rzeczy sprzed budynku Ministerstwa Kultury. Funkcjonariusze usunęli następnie metalowe ogrodzenie znajdujące się z tamtej strony ulicy, pozostawiając w dalszym ciągu barierki po stronie przeciwnej. Przez cały dzień przed Pałacem Prezydenckim gromadzili się przeciwnicy przeniesienia krzyża. Przynosili ze sobą flagi narodowe, święte obrazy, drewniane krzyże, transparenty z napisami „Czego się boisz Bronek?”, śpiewali pieśni, modlili się i słuchali radiowych nabożeństw religijnych. O godzinie 21.00 wysłuchali apelu jasnogórskiego. W sumie obecnych było około 450–500 osób.
Pod Pałac Prezydencki przybył również jako „osoba prywatna” Jarosław Kaczyński, by – jak wyjaśniał – „zapalić znicz w intencji brata i bratowej oraz 20 innych osób szczególnie mu bliskich”. W udzielonym na miejscu wywiadzie stwierdził, że jest to „smutny dzień”, gdyż „w wolnej Polsce krzyż jest zabierany z miejsca publicznego przez formację parapolicyjną, jaką jest BOR”. Powiedział, że „krzyż, który był swego rodzaju substytutem pomnika, został zlikwidowany pod osłoną policji i barier”. Oznajmił, że w celu godnego uczczenia ofiar katastrofy społeczeństwo „będzie musiało czekać do nowej władzy”. Prezydentowi Bronisławowi Komorowskiemu zarzucił wywołanie dyskusji o zasadności obecności krzyża w polskiej przestrzeni publicznej, a usunięcie krzyża z Krakowskiego Przedmieścia uznał za „otwarcie drogi do kwestionowania tej obecności”. Dodał, że liczy w tej kwestii na jednoznaczny głos Episkopatu, „nie liczący się z tym, kto jest dzisiaj przy władzy”.
Popołudniem i wieczorem 17 września 2010 pod Pałacem Prezydenckim modliła się grupa ok. 100 osób, którzy przynieśli ze sobą kilkadziesiąt drewnianych krzyży i śpiewali religijne pieśni. W kolejnych dniach pod Pałacem również gromadziły się grupy osób modlących się z krzyżami, obrazami i transparentami w dłoniach. Były to już jednak zgromadzenia mniej liczne, liczące od kilku do kilkudziesięciu osób i niepozostające już na noc. 22 września 2010 sprzed Pałacu Prezydenckiego zostały ostatecznie usunięte wszystkie znajdujące się tam barierki.
24 września 2010 w wywiadzie dla dziennika „Rzeczpospolita” prezes Jarosław Kaczyński opowiedział się za przeniesieniem krzyża do kościoła św. Anny. Zmienił zdanie również w kwestii pomnika ofiar katastrofy w Smoleńsku. Powiedział, że w miejscu krzyża przed Pałacem Prezydenckim powinna zostać odsłonięta tablica „lekko uniesiona”, gdyż „to nie zakłóciłoby perspektywy pomnika Poniatowskiego”, natomiast „okazały pomnik” winien być wzniesiony przed budynkiem stojącego obok pałacu kościoła karmelickiego. W nawiązaniu do wydarzeń przed Pałacem Prezydenckim, oskarżył władze o niereagowanie na „akty agresji, niebywałego chamstwa i przestępstw popełnianych wobec ludzi stojących przy krzyżu” oraz postulował, by zastanowić się, „co łączyło atakujących krzyż ze światem kryminalnym, półświatkiem”.
10 października 2010, pół roku po katastrofie, przedstawiciele PiS z Jarosławem Kaczyńskim na czele złożyli wieniec w miejscu krzyża przed Pałacem Prezydenckim. Grupę polityków otaczał kilkusetosobowy tłum skandujący hasła żądające zwrócenia „ukradzionego” krzyża. Przez cały dzień przed pałacem składane były kwiaty i znicze układane na kształt krzyża. Wieczorem w intencji ofiar katastrofy w Smoleńsku odbyła się msza święta w archikatedrze św. Jana, po której jej uczestnicy wzięli udział w „marszu pamięci” wzdłuż Krakowskiego Przedmieścia pod Pałac Prezydencki. Nieśli ze sobą transparenty, flagi narodowe, pochodnie i zapalone znicze. W marszu brał udział także Jarosław Kaczyński. Na miejscu około trzech tysięcy zgromadzonych osób wysłuchało Apelu Jasnogórskiego, modliło się oraz śpiewało hymn i pieśni. Do zebranych przemówił Jarosław Kaczyński, który m.in. zaapelował o nieznieważanie krzyża, będącego symbolem wiary i ściśle powiązanego z historią Polski. Uznał, że znieważanie tego znaku, do jakiego doszło pod Pałacem Prezydenckim, stanowiło „łamanie wszelkich reguł, a także łamanie prawa za zgodą rządzących, a może nawet z poduszczenia rządzących” i było „podnoszeniem ręki na Polskę”. „Obrońcy krzyża” mieli przy sobie transparenty z napisami: „To nie był zwykły wypadek”, „Rządzą nami tchórze i chłoptasie” i „TU154SK” oraz skandowali hasła: „Oddajcie krzyż”, „Krzyż jest narodu”. W reakcji na informacje o awarii samolotu, którym do kraju miała wracać z podróży do Smoleńska małżonka prezydenta Anna Komorowska, wykrzykiwali „Niech nie wraca, niech zostanie”.

## Kwestia zabrania krzyża do Smoleńska

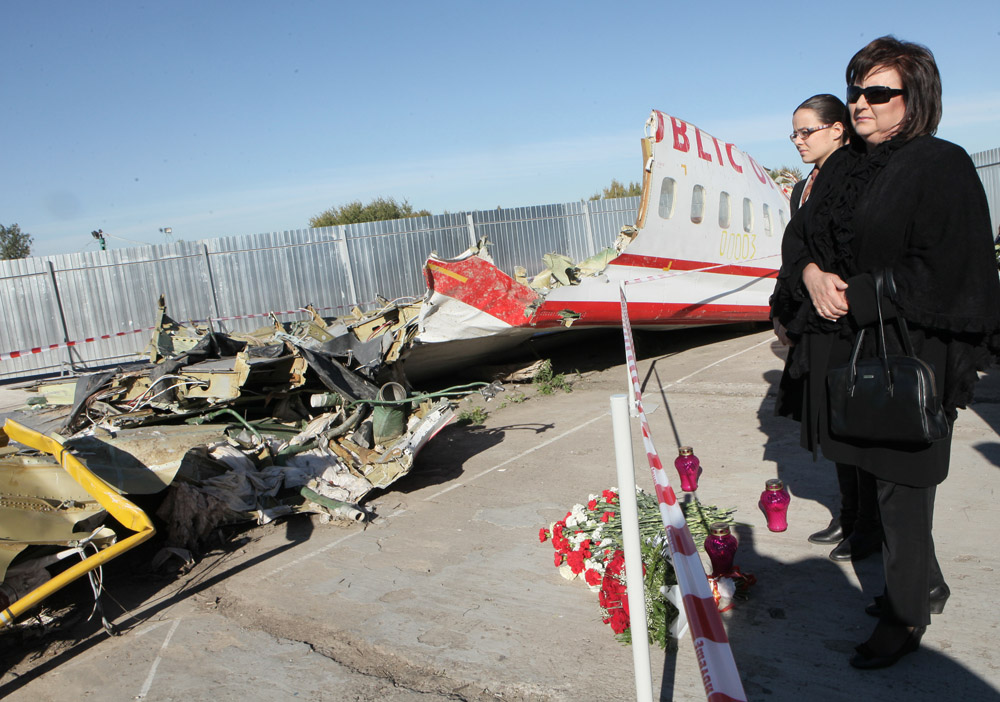
Anna Komorowska koło wraku samolotu Tu-154M nr 101 na lotnisku wojskowym Smoleńsk-Siewiernyj w czasie pielgrzymki do Smoleńska, 10 października 2010

9 września 2010, jeszcze przed przeniesieniem krzyża do pałacowej kaplicy, rodziny 28 ofiar katastrofy smoleńskiej wystąpiły z inicjatywą organizacji wspólnej podróży do Smoleńska w dniu 10 października 2010, oficjalnie nazwanej „pielgrzymką”. Przy tej okazji zaproponowały zabranie na miejsce katastrofy krzyża sprzed Pałacu Prezydenckiego. Uzasadniały to trudnościami ze znalezieniem dla niego właściwego miejsca akceptowanego przez wszystkich. Część z rodzin ofiar z dystansem odniosła się do planu pielgrzymki i pomysłu zabierania krzyża do Rosji, stanowiącego według nich symbol żałoby narodowej w kraju. Następnego dnia, w odpowiedzi na wystosowany list otwarty, patronat nad pielgrzymką zgodziła się objąć małżonka prezydenta Anna Komorowska.
Szef kancelarii Prezydenta Jacek Michałowski po przeniesieniu krzyża do kaplicy Pałacu Prezydenckiego oświadczył, że decyzja o zabraniu go na pielgrzymkę do Smoleńska należeć będzie do rodzin ofiar katastrofy. Kwestia zabrania do Smoleńska krzyża podzieliła rodziny i wywołała sprzeciw wśród zwolenników pozostawienia krzyża na Krakowskim Przedmieściu. 29 września 2010, w czasie roboczego spotkania, organizatorzy wyjazdu postanowili, że ostateczna decyzja o zabraniu krzyża w podróż zapadnie na integracyjnym spotkaniu rodzin w przeddzień wyjazdu. Zaplanowali w tej sprawie „demokratyczne głosowanie”.
9 października 2010, dzień przed pielgrzymką, rodziny ofiar katastrofy na drodze głosowania zdecydowały o niezabieraniu krzyża do Smoleńska. Za takim rozwiązaniem opowiedziało się 37 osób, podczas gdy 16 było odmiennego zdania. Według wyników sondażu Instytutu Badania Opinii Homo Homini z 8 października 2010, 46% respondentów było przeciwnych zabraniu krzyża na pielgrzymkę, 43% popierało ten pomysł, a 11% nie miało zdania w tej kwestii.

## Przeniesienie krzyża do Kościoła św. Anny

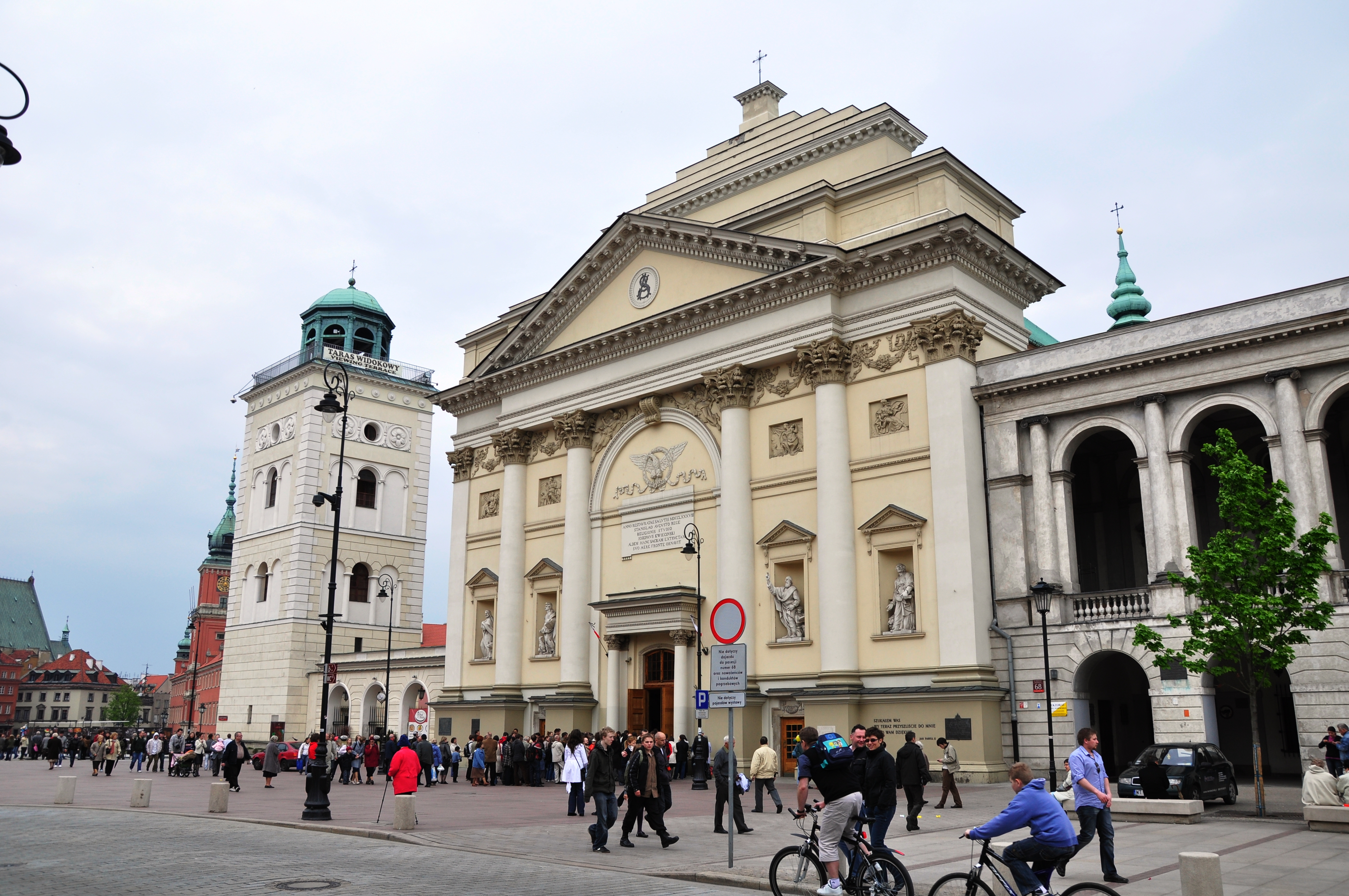
Kościół św. Anny w Warszawie

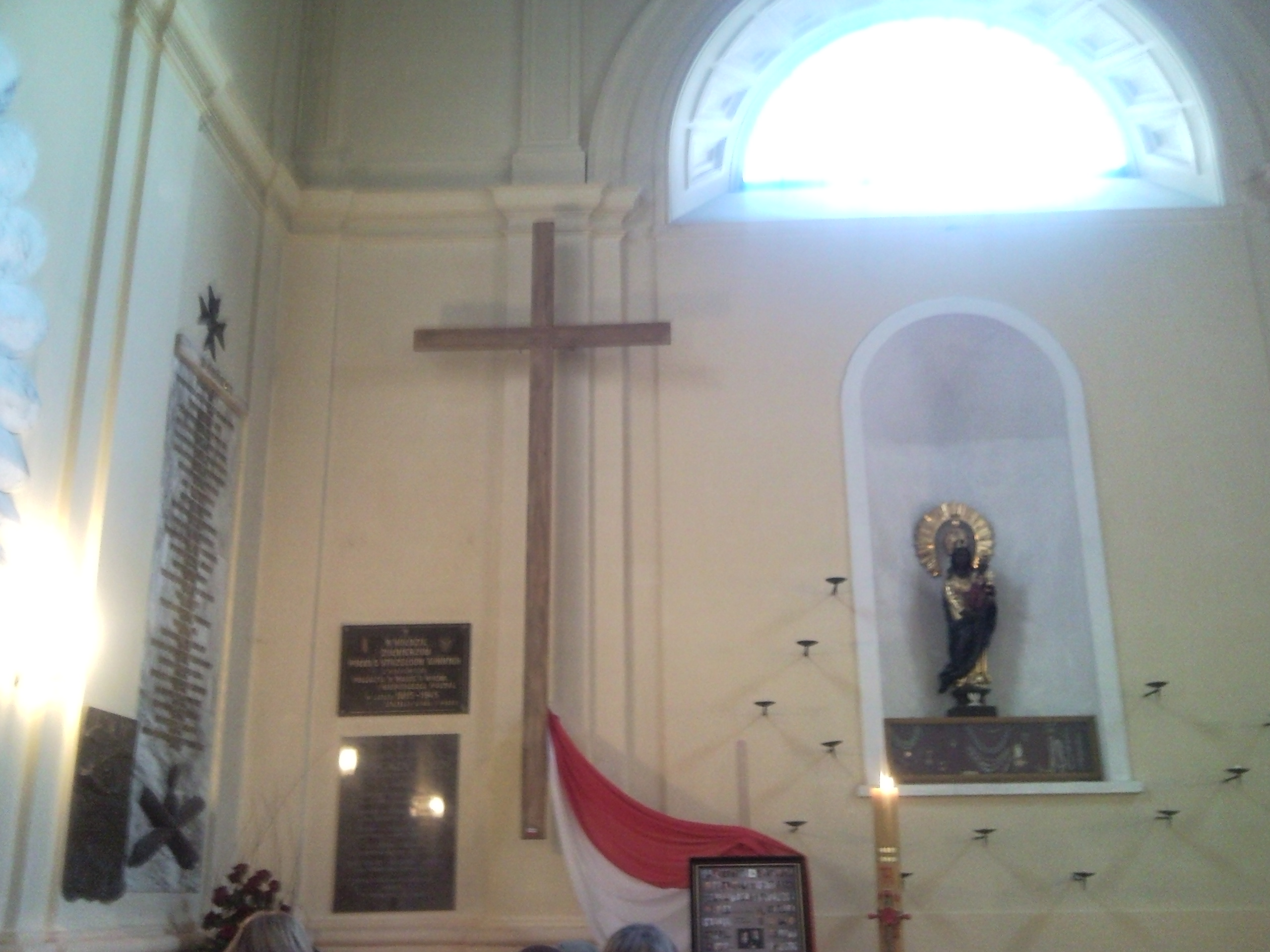
Krzyż w Kaplicy Loretańskiej

10 listopada 2010 około godziny 10.00 stojący w kaplicy Pałacu Prezydenckiego krzyż został przeniesiony do Kaplicy Loretańskiej Kościoła św. Anny. Odbyło się to bez wcześniejszych zapowiedzi, w czasie gdy na Cmentarzu Powązkowskim w Warszawie trwała z udziałem najwyższych władz państwowych uroczystość odsłonięcia pomnika wszystkich ofiar katastrofy w Smoleńsku. W przeniesieniu krzyża uczestniczył szef Kancelarii Prezydenta Jacek Michałowski, który przekazał krzyż rektorowi kościoła św. Anny, ks. Jackowi Siekierskiemu.
Kancelaria Prezydenta w oficjalnym komunikacie informowała, że „przekazanie krzyża” stanowiło wypełnienie umowy z 21 lipca 2010 między Kancelarią Prezydenta RP a Kurią Metropolitalną Warszawską, Duszpasterstwem Akademickim Kościoła św. Anny, Związkiem Harcerstwa Polskiego i Związkiem Harcerstwa Rzeczypospolitej. Stwierdzała, że krzyż będzie dostępny dla wiernych, a świątynia umożliwia „wspominanie tych, którzy zginęli w smoleńskiej katastrofie w należytej powadze i skupieniu”. Stanowisko to powtórzył prezydent Bronisław Komorowski. Podkreślił, że próba przeniesienia krzyża w sierpniu 2010 nie powiodła się „dlatego, że źli ludzie uniemożliwili to, robiąc awanturę, agresywnie zachowując się wobec księży”. Bronił sposobu przeniesienia krzyża, bez publicznej zapowiedzi, mówiąc, że „jeśli ktoś chciałby, aby była ponowna awantura, to pewnie by proponował inny sposób”.
Negatywnie do sposobu przeniesienia krzyża odnieśli się politycy Prawa i Sprawiedliwości. Szef klubu PiS Mariusz Błaszczak uznał, że akt ten powinien mieć bardziej uroczysty charakter i powinny w nim uczestniczyć rodziny ofiar. Działanie prezydenta ocenił jako kontrowersyjne i niesłużące pojednaniu narodowemu. Sposób przeniesienia skrytykowali również „obrońcy krzyża”. Wieczorem w archikatedrze św. Jana odbyła się msza święta w intencji wszystkich ofiar katastrofy, po której jej uczestnicy, w tym prezes PiS, przeszli w „marszu pamięci” pod Pałac Prezydencki, gdzie modlili się i śpiewali pieśni. W czasie marszu niesiono zapalone znicze, transparenty, flagi narodowe, a pod pałacem wznoszono okrzyki.

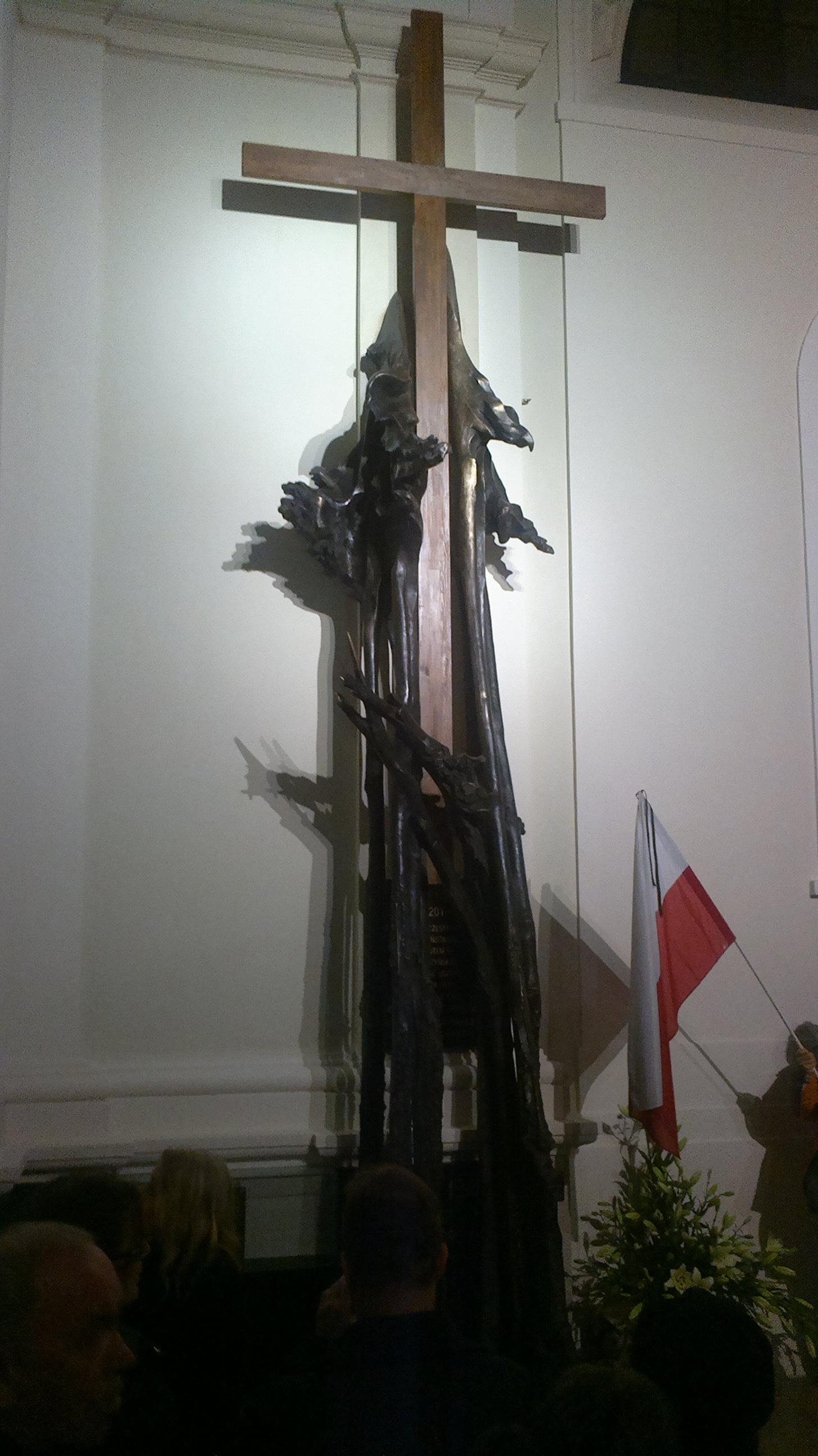
Pomnik w kaplicy odsłonięty 25 listopada 2012 roku

Wieczorem 25 listopada 2012 w odnowionej Kaplicy Loretańskiej odsłonięto pomnik ofiar katastrofy smoleńskiej. Odbyło się to po uroczystej mszy świętej celebrowanej przez metropolitę warszawskiego kardynała Kazimierza Nycza, który również dokonał odsłonięcia i poświęcenia pomnika. W mszy i uroczystości wzięli udział także m.in.: rektorzy kilkunastu warszawskich wyższych uczelni, wielu członków rodzin ofiar katastrofy, w tym Barbara Stasiak, wdowa po Władysławie Stasiaku, szefie Kancelarii Prezydenta RP oraz Łukasz Krupski, autor pomnika, syn Janusza Krupskiego, szefa Urzędu do Spraw Kombatantów i Osób Represjonowanych, który zginął w Smoleńsku.
Pomnik nawiązuje do dwóch wydarzeń – mordu w Katyniu i katastrofy lotniczej pod Smoleńskiem. Element odlany z brązu to symboliczne drzewa z lasu katyńskiego i złamana brzoza smoleńska. Drewniany krzyż wyrasta spośród tych drzew.
Poniżej znajdują się dwie tablice: poświęcona ofiarom zbrodni katyńskiej (pochodzi z lat 80. XX wieku) i nowsza, poświęcona ofiarom katastrofy smoleńskiej z napisem: „Smoleńsk 10.04.2010 Pamięci 96 uczestników delegacji państwowej z prezydentem RP Lechem Kaczyńskim, którzy chcąc uczcić pomordowanych w Katyniu Polaków zginęli w katastrofie lotniczej. Pamięci wspólnie przeżywanej przez miliony Polaków żałoby”.
W dolnej części, w korzeniach widoczna jest czaszka. W posadzce, u stóp rzeźby umieszczono urnę z ziemią z miejsca katastrofy, którą przekazała Barbara Stasiak.

## Media i kultura masowa
Wydarzenia toczące się wokół krzyża były szeroko relacjonowane przez media. W sierpniu 2010 pod Pałacem Prezydenckim na stałe przebywały ekipy telewizyjne największych ogólnopolskich stacji.
9 listopada 2010 Krajowa Rada Radiofonii i Telewizji przyjęła „Raport z monitoringu na temat prezentowania w programach telewizyjnych przebiegu wydarzeń związanych z zamiarem przeniesienia krzyża sprzed Pałacu Prezydenckiego do Kościoła św. Anny”. Raport opracował departament programowy Rady i obejmował on programy informacyjne i publicystyczne czterech kanałów ogólnopolskich telewizji (TVP1, TVP2, TVN i Polsat) oraz dwóch kanałów informacyjnych (TVN24, TVP Info). Dotyczył okresu 7 dni, w czasie których przed krzyżem rozgrywały się kluczowe wydarzenia: 3 i 4 sierpnia (relacje z próby przeniesienia krzyża), 9 i 10 sierpnia (relacje z manifestacji przeciwników pozostawienia krzyża przed pałacem), 12 i 13 sierpnia (relacje z odsłonięcia tablicy pamiątkowej na fasadzie Pałacu Prezydenckiego) oraz 14 sierpnia (relacja związana z przesunięciem „obrońców” od krzyża w związku ze świętem państwowym). W sumie analizie zostało poddanych 49 wydań programów informacyjnych z 6 kanałów telewizyjnych oraz 34 wydania programów publicystycznych z 3 kanałów telewizyjnych (TVP1, TVN i Polsat nie emitowały w czasie wakacji publicystyki).
KRRiT uznała, że przekazywanie informacji o wydarzeniach toczących się wokół krzyża było obowiązkiem telewizji publicznej oraz telewizji komercyjnych, jako że pod Pałacem Prezydenckim gromadziły się tysiące osób, a głos w sprawie zabierali główni politycy koalicji i opozycji. W jej ocenie telewizja nie tylko relacjonowała wydarzenia, lecz także „w pewnym stopniu kreowała ich przebieg, nadawała określoną rangę społeczną oraz dostarczała podstaw do ich oceny”.
KRRiT stwierdziła, że wszystkie audycje poza programem TVP1 w sposób rzetelny przekazywały informacje na temat wydarzeń w badanym okresie. Błędy TVP1 uznała za „rażące”. Wśród głównym zarzutów wymieniła: wyraźny brak równowagi w prezentowaniu różnych stron konfliktu, brak rzetelności w przedstawianiu niektórych faktów, eksponowanie bez żadnego komentarza skrajnych opinii. Według Rady transmisje TVP1 „preferowały racje tzw. „obrońców krzyża” oraz nie odwoływały się do żadnych ocen eksperckich”. Pozostałe kanały publicznej telewizji (TVP2, TVP Info), poza drobniejszymi nieprawidłowościami, wykazały się rzetelnością w przekazie oraz zachowały bezstronność w ukazywaniu stron konfliktu. Telewizje koncesjonowane (TVN, TVN24, Polsat) przedstawiały wydarzenia w sposób rzetelny, umiarkowany, rzeczowy i obiektywny.
Badając zachowanie „rozsądnych i uzasadnionych dobrem odbiorcy proporcji w eksponowaniu tematu”, KRRiT wzięła pod uwagę czas, jaki poszczególne stacje przeznaczały na jego relacjonowanie. Według raportu najwięcej czasu na relacjonowanie wydarzeń wokół krzyża w badanych dniach w swoich programach informacyjnych poświęciła TVP1 (57 min), a następnie TVP2 (42 min), TVN (39 min) i Polsat (35 min), natomiast wśród telewizji informacyjnych odpowiednio TVN24 (366 min) oraz TVP Info (95 min). Wśród programów publicystycznych było to odpowiednio: TVN24 (279 min), TVP Info (249 min), TVP2 (33 min). KRRiT uznała ilość relacji informacyjnych i publicystycznych stacji TVN24 i TVP Info za zbyt dużą i „niewspółmierną do wagi wydarzeń”. Dodatkowo stwierdziła, że programy publicystyczne nie przyczyniały się do wyciszenia konfliktu i ograniczały się do kłótni i polemik między politykami. Rada Etyki Mediów stwierdziła natomiast, że obraz ukazywany przez telewizję „podsycał niezdrową sensację (...) zamiast podejmować próby uśmierzania emocji i łagodzenia sporu”.
Konflikt wokół przeniesienia krzyża znalazł swój wyraz również w tzw. popkulturze, a szczególnie w świecie wirtualnym. W internecie pojawiło się wiele stron i blogów poświęconych tej sprawie, niezliczone komentarze w serwisach informacyjnych oraz wpisy na różnych forach dyskusyjnych. Na łamach serwisów społecznościowych tworzone były grupy poparcia jednej bądź drugiej strony sporu. Powstały również okolicznościowe gadżety, koszulki z napisami. Stworzone zostały specjalne gry komputerowe, utwory muzyczne i literackie. Jednym z najpopularniejszych takich utworów był remiks w stylu electro house pt. „Gdzie jest krzyż”. Dzięki rzeszy osób przychodzących pod krzyż, który stał się także popularnym punktem krajowych i zagranicznych wycieczek, obroty finansowe zwiększyli lokalni restauratorzy. Według ich własnych szacunków, obroty w pierwszej połowie sierpnia 2010 wzrosły o ok. 20–50%.
Wykonane pod krzyżem zdjęcie autorstwa Jacka Waszkiewicza zostało wyróżnione główną nagrodą w konkursie Grand Press Photo 2011 organizowanym przez miesięcznik „Press”.
Wydarzeniom mającym miejsce pod krzyżem poświęcone zostały w całości filmy dokumentalne: Solidarni 2010 oraz Krzyż; zostały one również przedstawione w innych filmach dokumentalnych, np. Katastrofa, Zobaczyłem zjednoczony naród. Na kanwie wydarzeń wokół krzyża powstał również niezrealizowany scenariusz filmowy

## Zawiadomienia oraz działanie policji, straży miejskiej i prokuratury

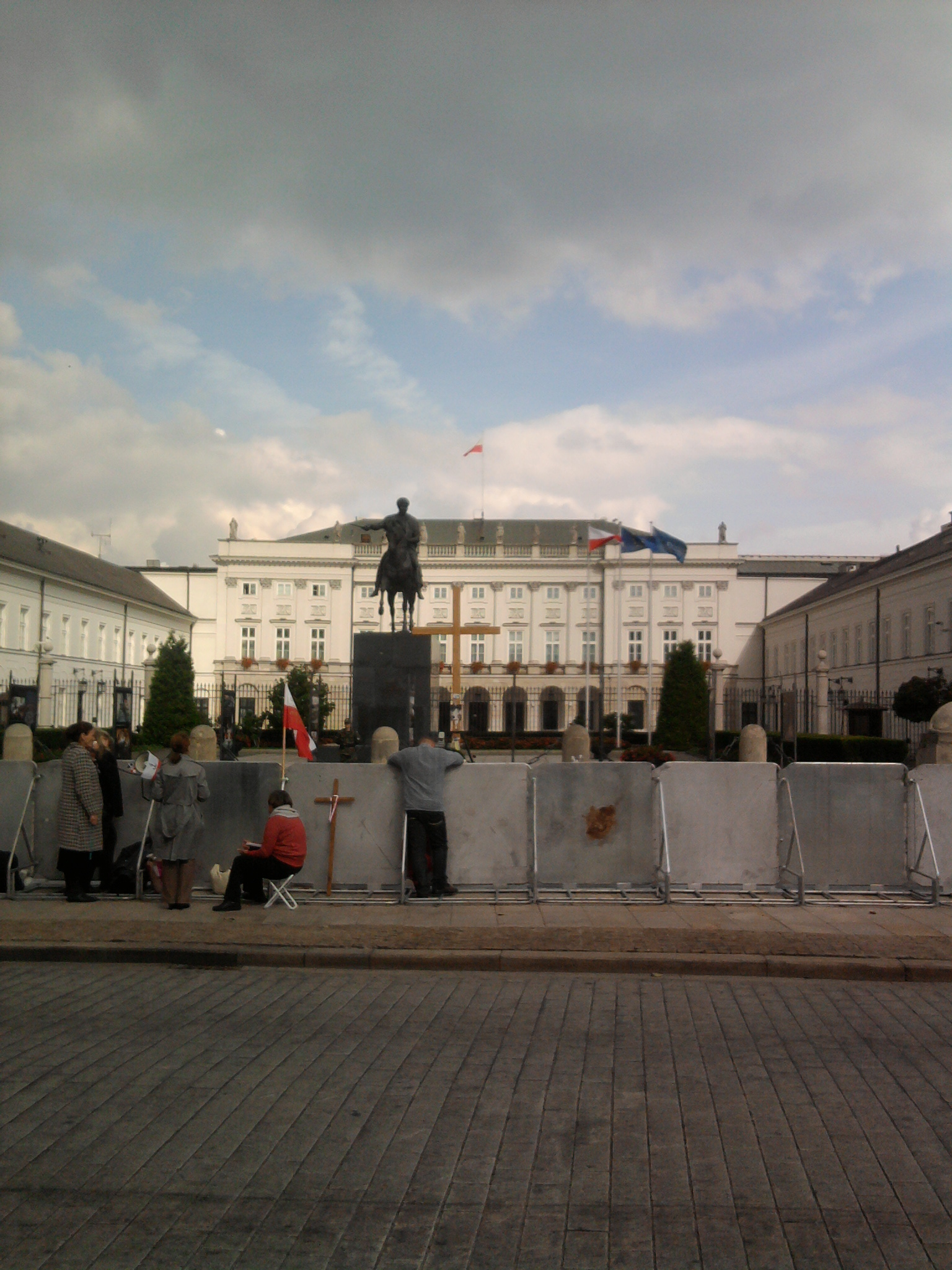
Czuwanie przed krzyżem

Prokuratura od połowy lipca do początku października 2010 wszczęła 47 postępowań w związku z wydarzeniami wokół krzyża przed Pałacem Prezydenckim. Spośród nich w 8 przypadkach przekazała sprawę do sądu. Wszystkie dotyczyły znieważenia i naruszenia nietykalności cielesnej funkcjonariuszy policji i straży miejskiej. Pozostałe sprawy zostały umorzone.
Zachowanie i działania pod Pałacem Prezydenckim zarówno przeciwników, jak i zwolenników przeniesienia krzyża, organizowanie manifestacji i kontrmanifestacji, akty wandalizmu, utarczki słowne, wyzwiska, przepychanki i rękoczyny ze strony obu tych grup w wielu przypadkach zakończyły się złożeniem odpowiednich zawiadomień na policję bądź do prokuratury. Wielokrotnie interweniowała straż miejska. Część uczestników zajść zgłaszała na policję doniesienia o naruszeniu ich nietykalności cielesnej lub obrazie uczuć religijnych.
W sumie od 3 sierpnia do 16 września 2010 policja podjęła przed Pałacem Prezydenckim 74 interwencje, a straż miejska 199 (do 12 września). Do połowy września policja podjęła 48 postępowań przygotowawczych i 12 postępowań wyjaśniających o wykroczenia. Postawione zarzuty dotyczyły zakłócenia ciszy nocnej, zaśmiecania terenu, nieobyczajnego zachowania, naruszenia nietykalności cielesnej bądź znieważania funkcjonariuszy publicznych, gróźb karalnych, znieważenia grupy osób ze względu na ich przynależność wyznaniową, obrazy uczuć religijnych poprzez znieważenie przedmiotu kultu oraz zniesławienia. Ochrona rejonu wokół krzyża kosztowała władze miasta ok. 2 mln złotych.
W lipcu 2010 zawiadomienie o możliwości popełnienia przestępstwa „w związku z bulwersującymi incydentami, które miały i mają miejsce w okolicy krzyża postawionego przed Pałacem Prezydenckim”, złożył do prokuratury poseł PO Janusz Palikot. „Obrońców krzyża” oskarżał o kierowanie obelg w stronę swoich przeciwników i zwykłych przechodniów oraz o rozpowszechnianie ulotek nawołujących do nienawiści. Powoływał się na artykuły kodeksu karnego zakazujące „szerzenia nienawiści na tle różnic narodowościowych, etnicznych, rasowych, wyznaniowych albo ze względu na bezwyznaniowość” oraz „publicznego znieważania ludzi, m.in. z powodu ich przynależności wyznaniowej”.
Wnioski do prokuratury składali także przeciwnicy przenoszenia krzyża. Na początku sierpnia wpłynęło zawiadomienie o obrazie uczuć religijnych w związku z przyniesieniem przez demonstrujących krzyża oklejonego puszkami po piwie Lech. Również sprawa napaści i wyrwania aparatu fotograficznego dziennikarce Anicie Gargas 12 sierpnia 2010 w czasie robienia zdjęć zwolennikom przeniesienia krzyża została zgłoszona do prokuratury. Po odsłonięciu tablicy pamiątkowej na fasadzie Pałacu Prezydenckiego, „obrońcy krzyża” zgłosili z kolei do prokuratury zawiadomienie o „przekroczeniu uprawnień przez prezydenta poprzez wywieszenie niegodziwej tablicy”.
27 sierpnia 2010 organizacja młodzieżowa SLD Federacja Młodych Socjaldemokratów złożyła doniesienie do prokuratury o możliwości popełnienia wykroczenia przez osoby gromadzące się wokół krzyża. Jej działacze argumentowali, że „bliżej niezidentyfikowane osoby, okupujące wejście do Pałacu Prezydenckiego”, przebywają tam bez stosownego pozwolenia. Po przeniesieniu krzyża do kaplicy Pałacu Prezydenckiego we wrześniu 2010 jego „obrońcy” zgłosili do prokuratury jego kradzież.
Większość spraw umorzono, m.in. tę dotyczącą obrzucenia fekaliami tablicy pamiątkowej na fasadzie Pałacu Prezydenckiego (z powodu niepoczytalności sprawcy), sprawa mężczyzny grożącego detonacją granatu przed pałacem (brak znamion czynu zabronionego), sprawa „zabrania krzyża sprzed pałacu”, a także sprawa „zmuszania dziennikarki Anity Gargas do wydania aparatu fotograficznego”. Prokuratura odmówiła wszczęcia postępowania m.in. w sprawie zgłoszonej w lipcu przez Janusza Palikota dotyczącej zarzutów „publicznego znieważenia grupy ludności ze względu na przynależność narodową i nawoływania do nienawiści na tle różnic religijnych”, a także sprawy zgłoszonej w sierpniu dotyczącej odsłonięcia tablicy na fasadzie Pałacu Prezydenckiego. Warszawska prokuratura nie dopatrzyła się znamion czynu zabronionego, w tym obrazy uczuć religijnych, w sprawie rzekomej profanacji krzyża. Wątki o ukrzyżowaniu pluszowego misia i oklejenia go puszkami po piwie umorzono z powodu braku oznak przestępstwa. Niewykrycie sprawców było przyczyną zakończenia dochodzenia dotyczącego „obnażania się i oddawania moczu w pobliżu krzyża”. Według portalu zyciewarszawy.pl wątek śledztwa w sprawie publicznego znieważenia przedmiotu czci religijnej w postaci krzyża oklejonego pustymi puszkami po piwie marki Lech umorzono z powodu niewykrycia sprawców, choć część z organizatorów tej akcji, nazwanej „Drogą krzyżową”, ujawniła swoje imiona, nazwiska i miejsca pracy w portalu Facebook.
W sprawie jednego z uczestników manifestacji przed pałacem interweniował senator Zbigniew Romaszewski. Mężczyzna ten chciał umieścić na ścianie Ministerstwa Kultury zdjęcie pary prezydenckiej oraz kwiaty, po czym został zatrzymany przez straż miejską, internowany i zawieziony do szpitala psychiatrycznego przy ul. Nowowiejskiej w Warszawie, gdzie wbrew swojej woli spędził 7 dni. Wypuszczono go ze szpitala dopiero po interwencji senatora Romaszewskiego, który określił zaistniałą sytuację jako „wyjątkowe nadużycie władzy”. W chwili zwolnienia ze szpitala mężczyźnie nie wydano wypisu (karty informacyjnej o przebiegu leczenia, w której powinna znaleźć się postawiona diagnoza, zastosowana terapia i zalecenia co do dalszego leczenia, opatrzone pieczątką i podpisem lekarza).
11 października poseł PiS Sławomir Kłosowski złożył do prokuratury zawiadomienie w związku ze śmiercią Jana Klusika. Pochodzący z Opola 66-letni Jan Klusik, według relacji jego brata Antoniego Klusika, w nocy z 14 na 15 sierpnia 2010 przebywał przed krzyżem na Krakowskim Przedmieściu i stając w obronie kobiety został kopnięty przez młodego mężczyznę. Według tej relacji, zaatakowany nie zgłosił zdarzenia na policję ani nie udał się do lekarza. Opierając się na wcześniejszym doświadczeniu, podejrzewał pęknięcie żebra i w późniejszym czasie uskarżał się na bóle w klatce piersiowej. 18 września 2010 zmarł nagle w trakcie odwiedzin u znajomego. Ratownicy medyczni jako przyczynę zgonu stwierdzili zatrzymanie pracy serca. Według słów rodziny, zmarły cierpiał wcześniej na dolegliwości sercowe. Członkowie PiS, w tym prezes Jarosław Kaczyński, zapowiedzieli podjęcie i zbadanie tej sprawy. Poseł Kłosowski oświadczył, że celem złożonego wniosku było wyjaśnienie, czy śmierć mogła zostać spowodowana wydarzeniami przed Pałacem Prezydenckim. 26 października 2010 na wniosek prokuratury dokonano ekshumacji zwłok zmarłego. Specjalista medycyny sądowej nie odnotował na ciele śladów i obrażeń wskazujących na urazy bądź pobicie.

## Badania opinii publicznej

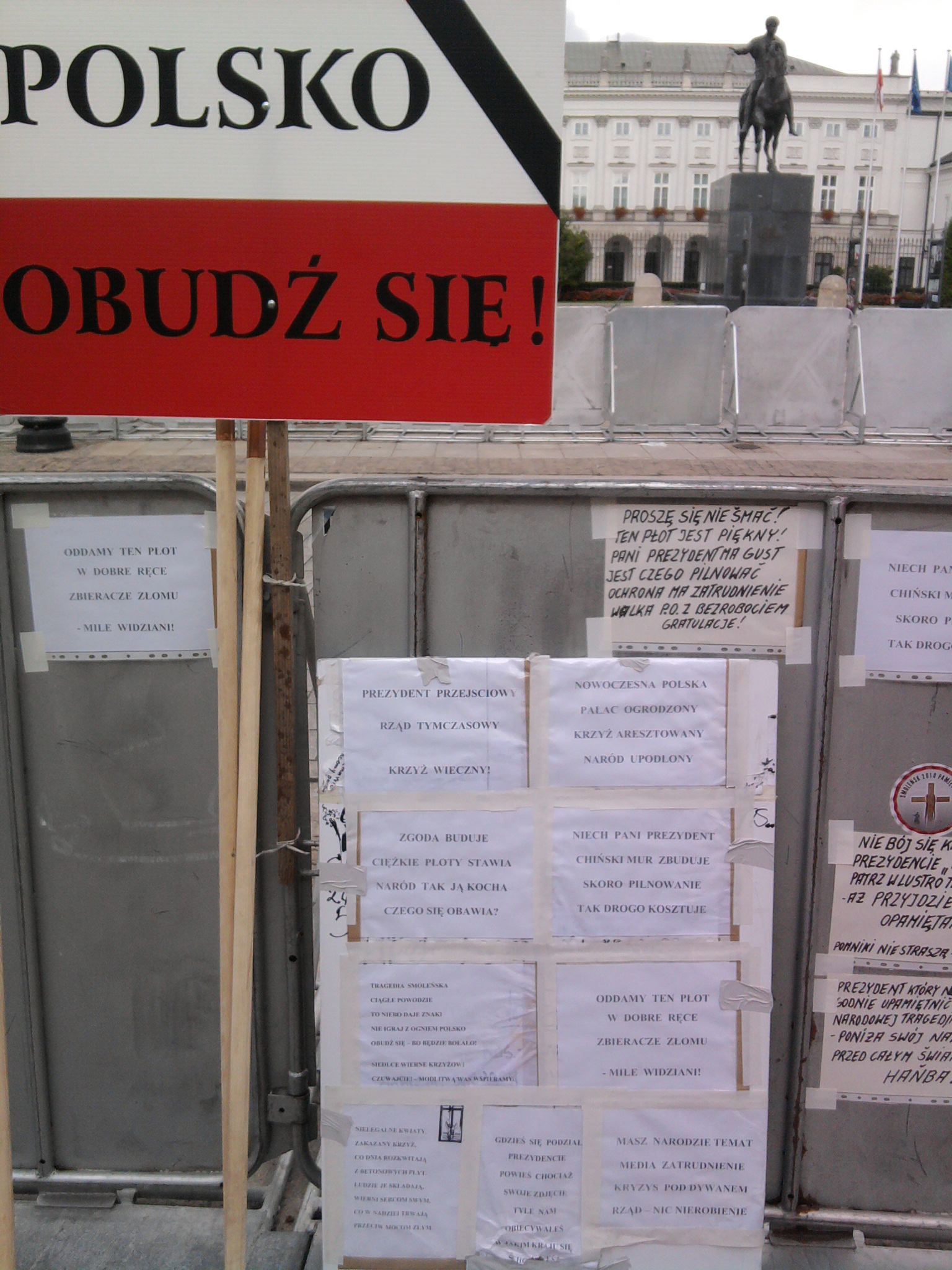
Transparenty sprzed Pałacu Prezydenckiego

Sondaże na temat sporu, jego postrzegania i wpływu na życie społeczno-polityczne przeprowadziły największe ośrodki badania opinii publicznej. Według sondażu firmy GfK Polonia z początku sierpnia 2010, 57 proc. respondentów uważało, że krzyż smoleński powinien pozostać przed Pałacem Prezydenckim, dopóki nie zastąpi go inny symbol; trzy czwarte uważało, że krzyż powinna zastąpić tablica pamiątkowa ku czci ofiar katastrofy, a za pomnikiem opowiadało się 20 proc. badanych. Według sondażu firmy SMG KRC Millward Brown z końca sierpnia 2010, spośród badanych warszawiaków 6% opowiadało się za pozostawieniem krzyża przed Pałacem Prezydenckim, podczas gdy 69% było za przeniesieniem go do kościoła św. Anny, 15% za przeniesieniem na Cmentarz Powązkowski, a 6% za przeniesieniem w inne miejsce w stolicy.
W sondażu ośrodka CBOS z początku września 2010, 77% badanych opowiedziało się za realizacją porozumienia z 21 lipca 2010 i przeniesieniem go do kościoła św. Anny, przeciwnego zdania było 13% badanych. Ankietowani dystansowali się jednak od dwóch aktywnych stron sporu. Za przeciwników „obrońców krzyża” uznało się 72% respondentów, a za ich zwolenników 15%. Jednocześnie za przeciwników demonstracji zwolenników przeniesienia krzyża zadeklarowało się 66% badanych, a za ich zwolenników 18%. Zdaniem 61% ankietowanych wydarzenia wokół krzyża były przejawem kwestionowania porządku prawnego, natomiast według 22% ankietowanych stanowiły wyraz wolności i prawa do wyrażania własnych uczuć i poglądów. Większość ankietowanych uznała także, że spór o krzyż miał charakter walki politycznej. 62% badanych uznało wydarzenia za pretekst do walki PiS z PO, przeciwnego zdania było 21% badanych.
W sondażu pracowni GfK Polonia z 16 września 2010, 77% badanych za słuszną uznało decyzję o przeniesieniu krzyża do kaplicy prezydenckiej. Połowa ankietowanych za właściwą uznała również formę jego przeniesienia, przeciwnego zdania było 42% respondentów. W kwestii docelowej lokalizacji krzyża, 72% respondentów popierało plan przeniesienia krzyża do kościoła św. Anny, 67% popierało także pomysł umieszczenia go na Cmentarzu Powązkowskim, a 60% badanych popierało pomysł zawiezienia go do Smoleńska.
Według badania ośrodka CBOS z początku września 2010, wzrosła liczba osób negatywnie oceniających działalność Kościoła katolickiego w Polsce. Dobrą opinię o jego działalności wyraziło 54% ankietowanych, a złą 35%. W porównaniu z czerwcem 2010 odsetek opinii pozytywnych zmalał o 10 p.p., a opinii negatywnych wzrósł o 10 p.p. Były to najgorsze oceny Kościoła od czterech lat. Ośrodek uzasadniał wyniki m.in. postawą Kościoła i jego niejednoznacznym stanowiskiem w sporze wokół krzyża przed Pałacem Prezydenckim. Sondaż ośrodka CBOS z połowy września 2010 wskazywał, że 57% respondentów uważało, iż konflikt wokół krzyża osłabia pozycję Kościoła i służy jego przeciwnikom, innego zdania było 21% ankietowanych.